# Province de Namur
Pour les articles homonymes, voir Namur (homonymie).
La province de Namur (en Néerlandais : provincie Namen) est une province de Belgique située en Région wallonne.
Elle est située au centre-sud de la Belgique et est placée sous la tutelle de la Région wallonne.
Le gouverneur de la province est Denis Mathen (prestation de serment le 8 janvier 2007). Il est le vingtième gouverneur et le premier désigné par le Gouvernement wallon. Son prédécesseur est Amand Dalem.

## Histoire
L'origine de la province de Namur remonte à 1795, lors de la création du département de Sambre-et-Meuse, à la suite de la réunion des Pays-Bas autrichiens et de la Principauté de Liège à la France révolutionnaire.
Le département de Sambre-et-Meuse est alors principalement fondé sur les restes de l'ancien comté de Namur et de la principauté de Liège.
À la chute du Premier Empire, ce département est amputé des cantons de Walcourt, Florennes, Beauraing et Gedinne, en vertu du premier traité de Paris (signé le 30 mai 1814). Dissous, ce département est remplacé par la province de Namur créée, à l'époque du royaume uni des Pays-Bas, par la Constitution du royaume des Pays-Bas du 24 août 1815. Son territoire recouvre alors « la partie du département de Sambre-et-Meuse, qui n'appartient pas au grand-duché de Luxembourg », tel que délimité par le traité de Vienne.
En vertu du second traité de Paris (20 novembre 1815), la province de Namur récupère ses cantons de Walcourt, Florennes, Beauraing et Gedinne, et son territoire s'agrandit avec les cantons de Couvin (y compris Mariembourg) et de Philippeville, qui faisaient partie du département des Ardennes (arrondissement de Rocroi) sous le régime français, et qui sont alors incorporés dans l'arrondissement de Dinant.
Sous le régime néerlandais, plusieurs échanges de cantons et de communes ont lieu avec les provinces de Luxembourg et de Liège. On notera surtout le transfert des cantons de Marche et de Saint-Hubert de la province de Namur à celle de Luxembourg, d'abord territorialement en 1818 et 1819, et ensuite judiciairement (et définitivement) le 1er avril 1825.
Après 1830, la province de Namur devient belge.
En 1977, lors de la fusion des communes, la province de Namur s'agrandit de Sugny, qui appartenait jusque-là à la province de Luxembourg. Inversement, elle perdit Fronville qui fut intégré à la commune de Hotton et, de ce fait, à la province de Luxembourg.

## Héraldique
|  | La province possède des armoiries dès 1815. La date exacte n'a pas été trouvée. Ce sont les armoiries du comté de Namur. Elles sont utilisées depuis des siècles. Blasonnement : D'or au lion de sable armé et lampassé de gueules, et couronné d'or, au bâton de gueules brochant sur le tout : couronne comtale à treize perles dont trois relevées. Source du blasonnement : Heraldy of the World. |

## Géographie
La province a pour chef-lieu Namur, qui est également la capitale de la Wallonie. Sa superficie est de 3 674,82 km2, pour 505 348 habitants (01/01/2024) soit une densité de population de 137,5 habitants au km2. Le point culminant de la province, la Croix-Scaille, est situé à 505 mètres au-dessus du niveau de la mer. Outre Namur, ses principales villes sont Dinant, Philippeville, Gembloux, Ciney et Andenne. La province compte 38 communes, réparties dans trois arrondissements administratifs : Dinant, Namur et Philippeville, (chiffres au 01/01/2024).

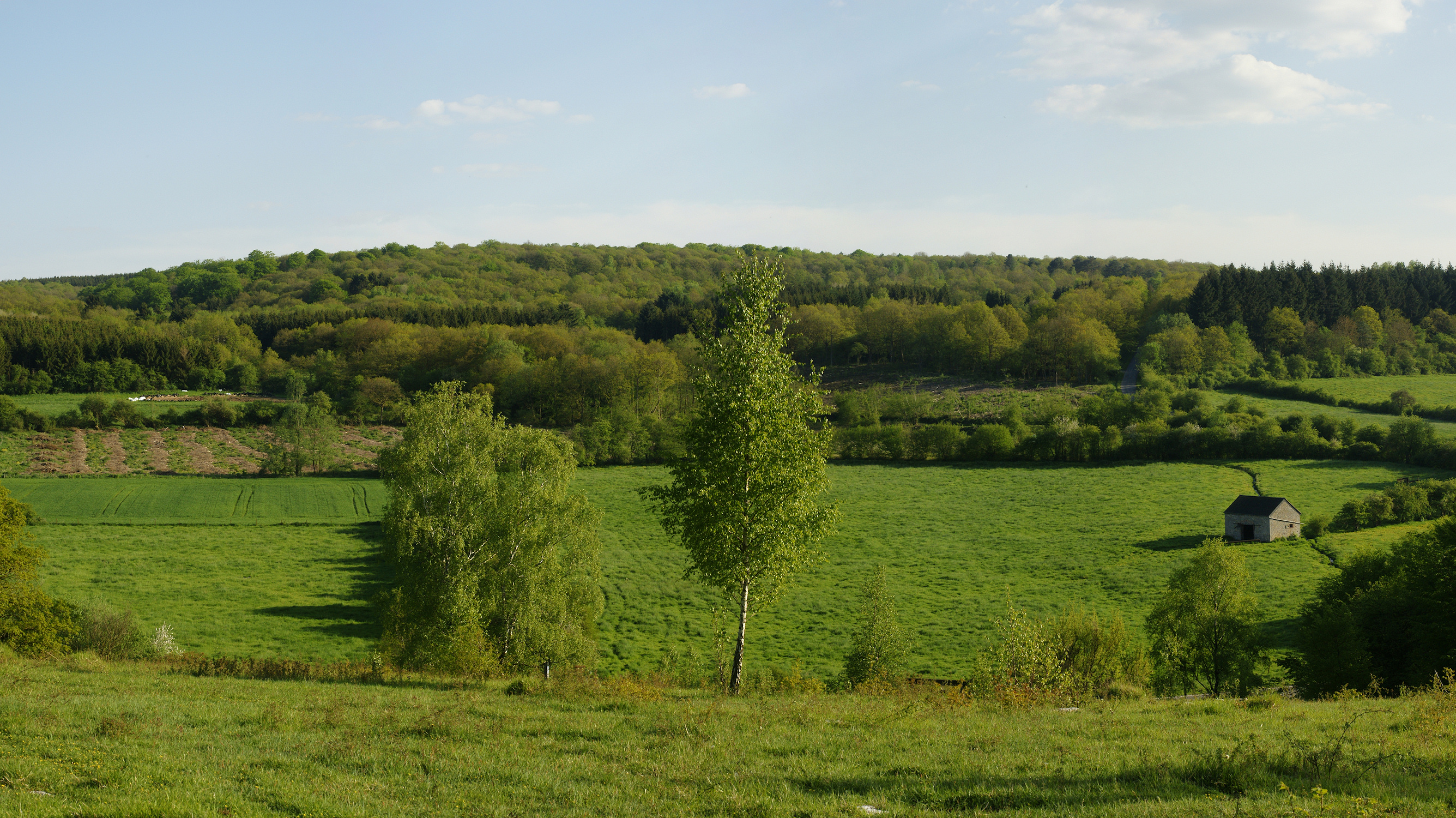
Vue sur la Calestienne à Nismes.
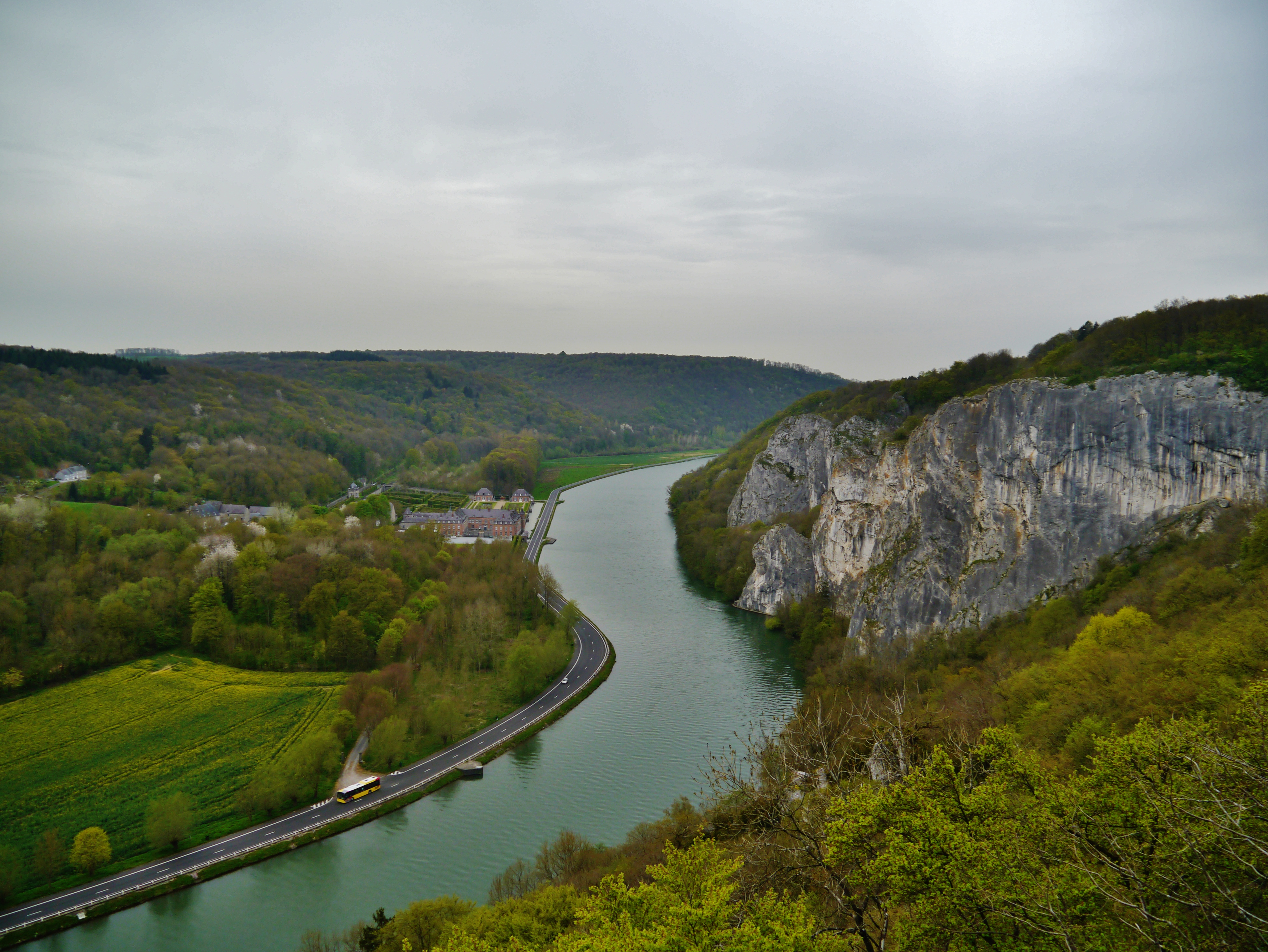
La vallée de la Meuse à Hastière.
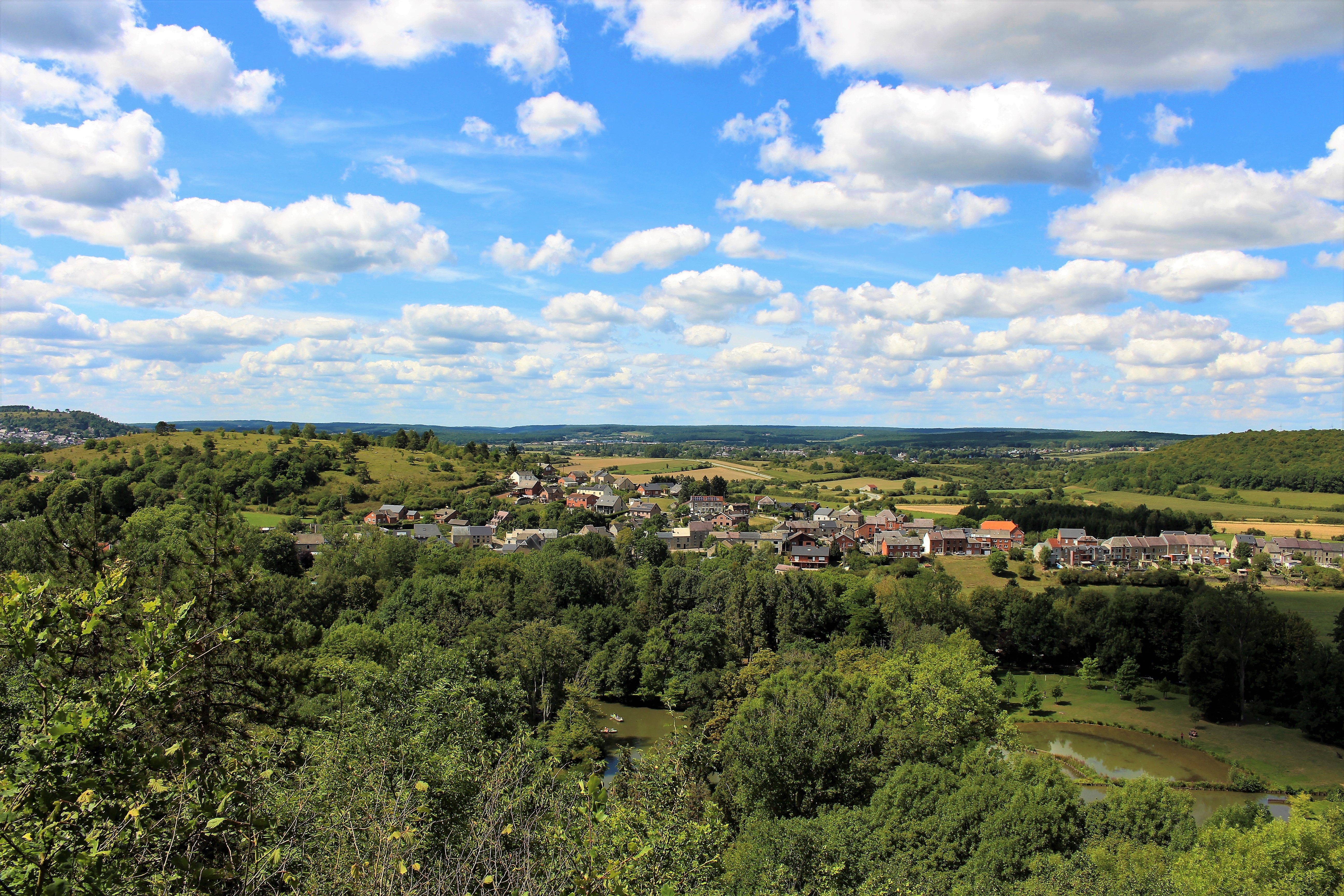
Vue sur la Fagne depuis Nismes vers Mariembourg.
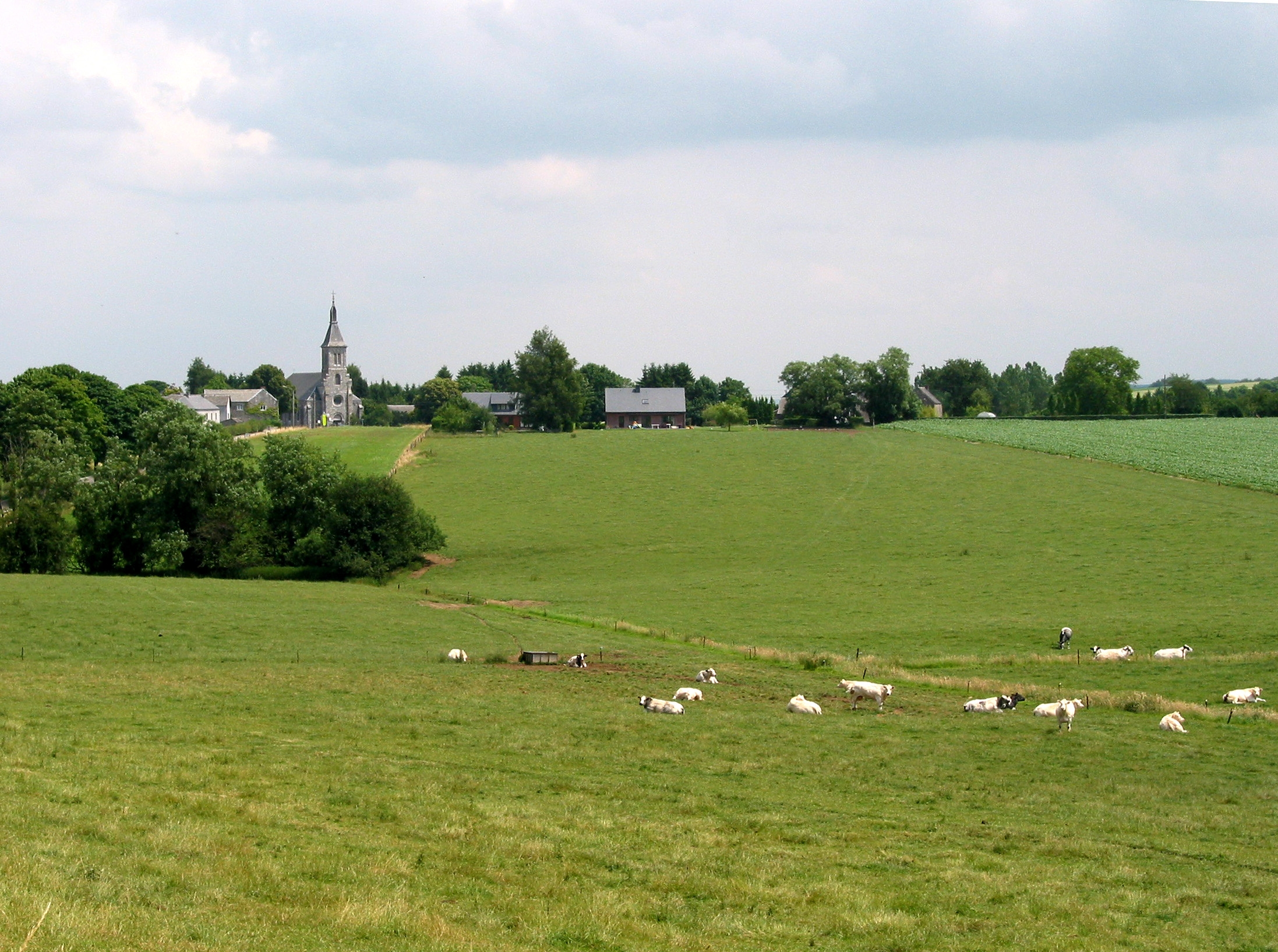
Vue de Méan dans le Condroz.
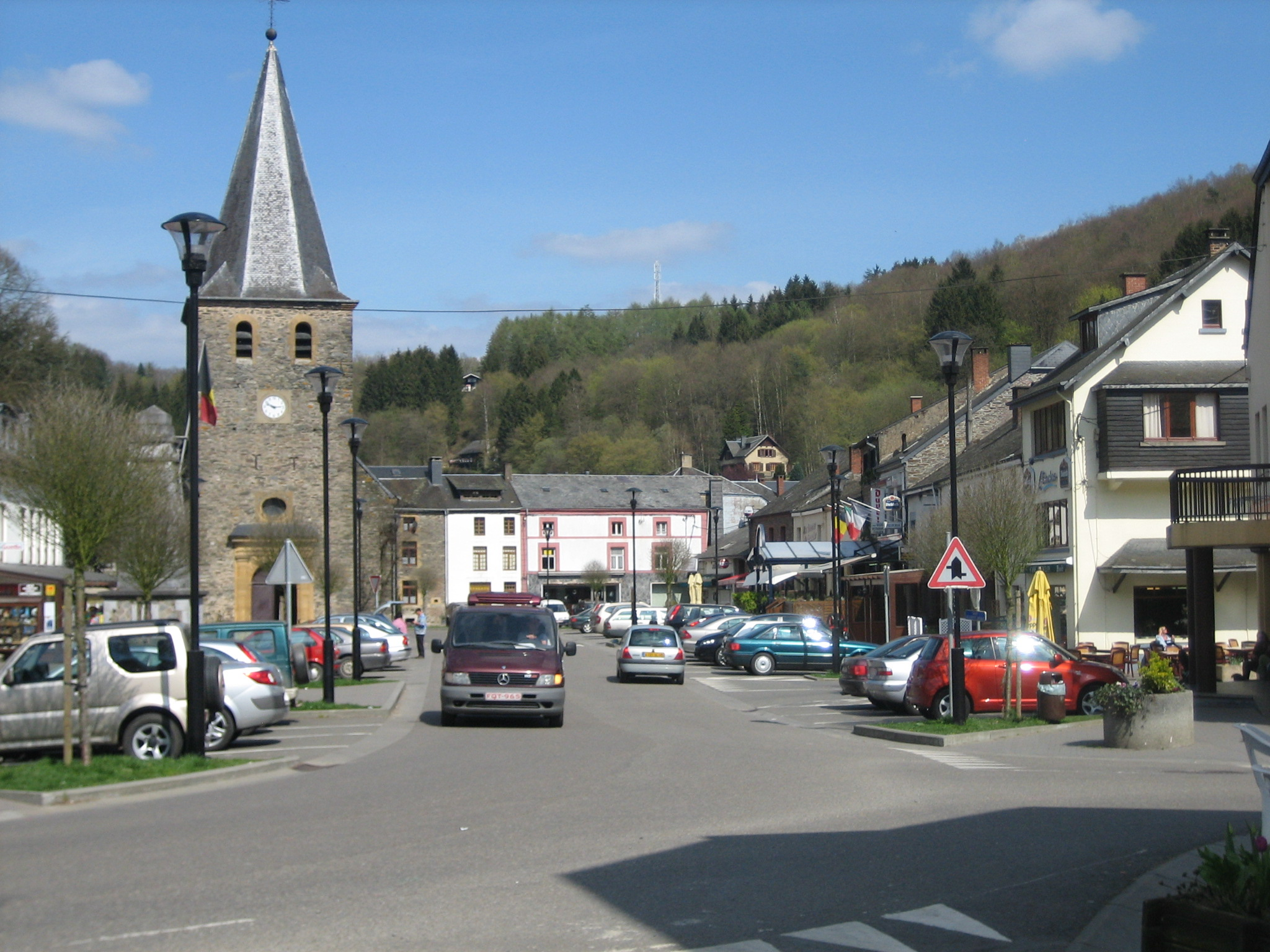
Le village de Bohan dans l'Ardenne.
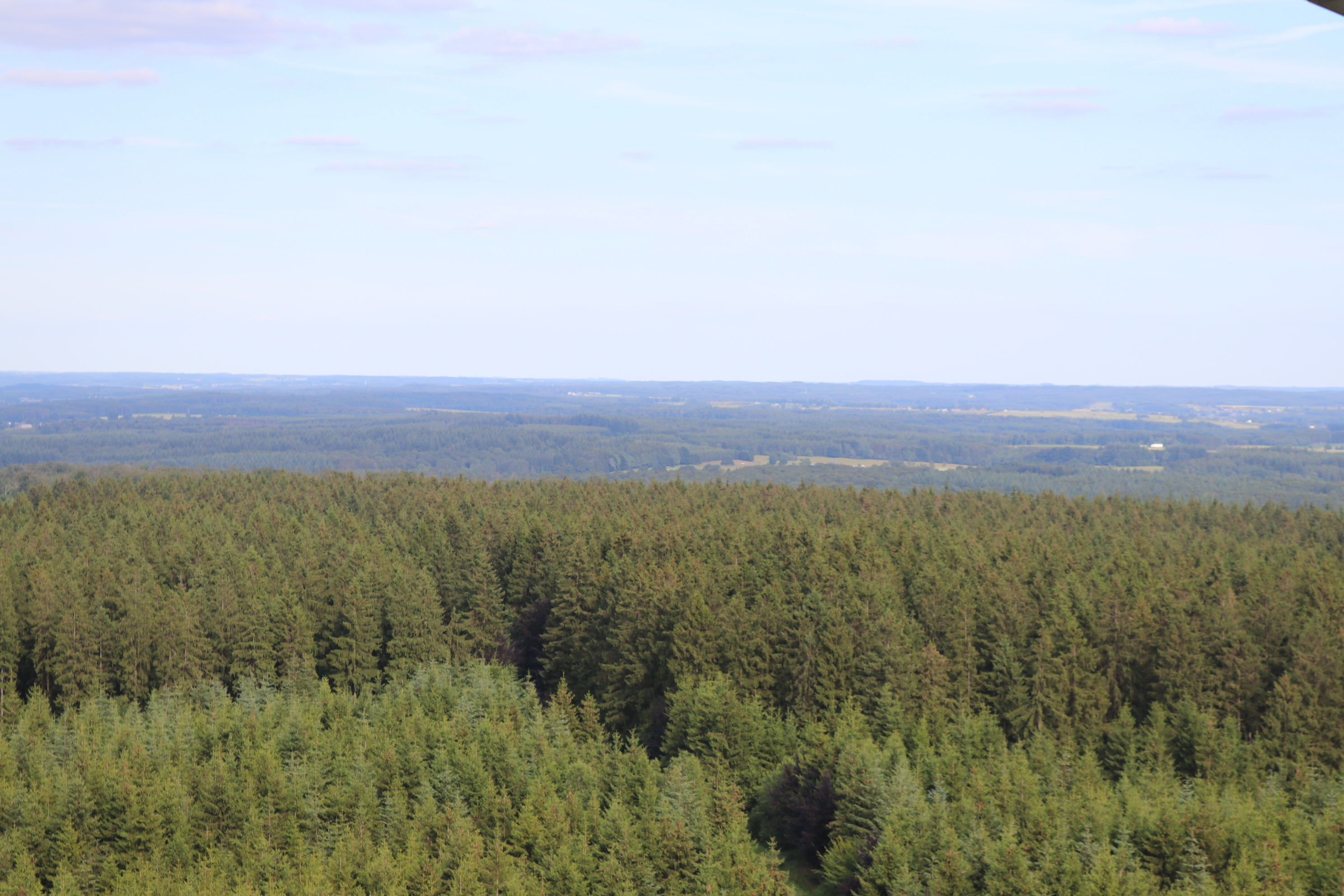
Vue de la Croix-Scaille depuis la tour du Millénaire à Gedinne.

## Administration

### Arrondissements

#### Arrondissement de Dinant
113 374 habitants.
- Anhée : 7 109 habitants.
- Beauraing : 9 496 habitants.
- Bièvre : 3 467 habitants.
- Ciney : 17 220 habitants.
- Dinant : 13 261 habitants.
- Gedinne : 4 661 habitants.
- Hamois : 7 438 habitants.
- Hastière : 6 081 habitants.
- Havelange : 5 461 habitants.
- Houyet : 5 215 habitants.
- Onhaye : 3 243 habitants.
- Rochefort : 12 772 habitants.
- Somme-Leuze : 6 191 habitants.
- Vresse-sur-Semois : 2 549 habitants.
- Yvoir : 9 210 habitants.

#### Arrondissement de Namur
325 141 habitants.
- Andenne : 28 231 habitants.
- Assesse : 7 343 habitants.
- Éghezée : 16 954 habitants.
- Fernelmont : 8 175 habitants.
- Floreffe : 8 083 habitants.
- Fosses-la-Ville : 10 436 habitants.
- Gembloux : 26 550 habitants.
- Gesves : 7 445 habitants.
- Jemeppe-sur-Sambre : 19 225 habitants.
- La Bruyère : 9 397 habitants.
- Mettet : 13 613 habitants.
- Namur (Namen) 115 029 habitants.
- Ohey : 5 316 habitants.
- Profondeville : 12 322 habitants.
- Sambreville : 28 638 habitants.
- Sombreffe : 8 384 habitants.

#### Arrondissement de Philippeville
66 883 habitants.
- Cerfontaine : 4 989 habitants.
- Couvin : 13 919 habitants.
- Doische : 2 973 habitants.
- Florennes : 11 394 habitants.
- Philippeville : 9 589 habitants.
- Viroinval : 5 616 habitants.
- Walcourt : 18 353 habitants.

#### Arrondissements administratifs

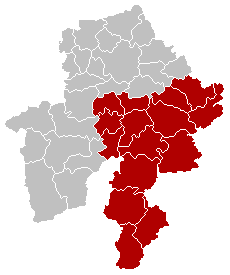
Arrondissement de Dinant.
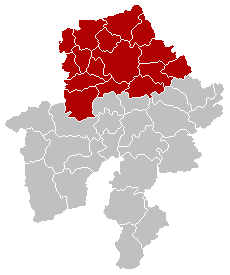
Arrondissement de Namur.
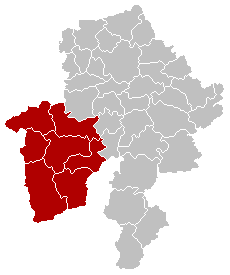
Arrondissement de Philippeville.

#### Arrondissements judiciaires
Depuis le 1er avril 2014, la Province de Namur ne compte qu'un arrondissement judiciaire, celui de Namur. Avant cette date, elle en comptait deux, celui de Dinant ayant été fusionné avec celui de Namur.

### Gouverneurs

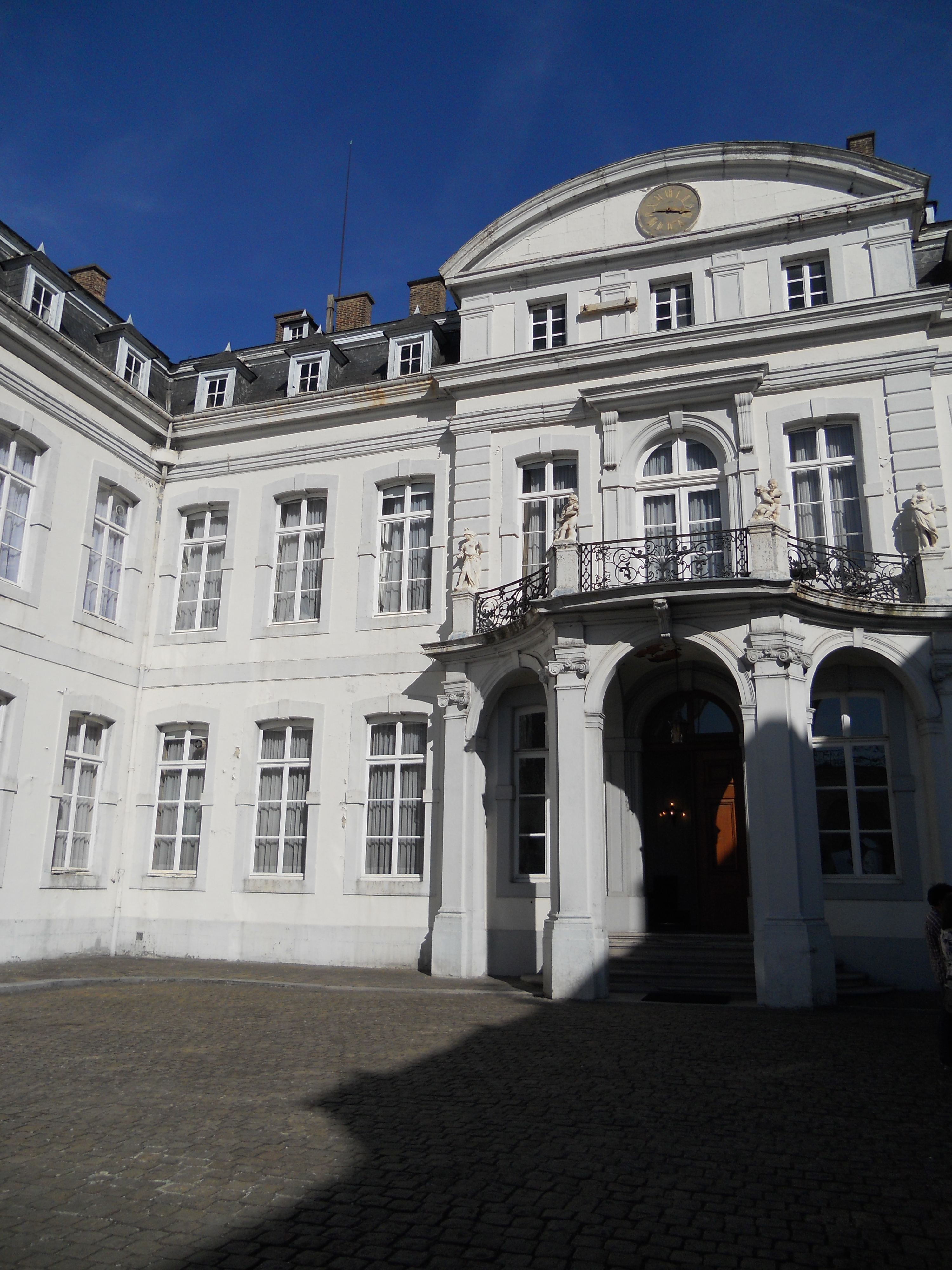
Le palais provincial situé à Namur son chef-lieu.

1. 1830 - 1834 : Goswin Baron de Stassart (libéral).
2. 1834 - 1840 : Joseph Lebeau (libéral).
3. 1840 - 1847 : Édouard Baron d'Huart (libéral).
4. 1847 - 1848 : Adolphe de Vrière (libéral).
5. 1848 - 1851 : Victor Pirson (libéral).
6. 1853 - 1875 : Charles de Baillet (catholique).
7. 1876 - 1877 : Gustave Baron de Mévius (catholique).
8. 1877 - 1881 : Albert Marquis de Beauffort (catholique).
9. 1881 - 1882 : Léon Pety de Thozée (libéral).
10. 1882 - 1884 : Auguste Vergote (libéral).
11. 1884 - 1914 : Charles Baron de Montpellier de Vedrin (catholique).
12. 1919 - 1937 : Paul de Gaiffier d'Hestroy (catholique).
13. 1937 - 1940 : François Bovesse (libéral).
  1. 1940 - 1941 : Georges Devos.
  2. 1941 - 1942 : Antoine Leroy (nl) (REX).
  3. 1942 - 1944 : Prince Emmanuel Gérard de Croÿ (nl).
14. 1944 - 1945 : Henri Lambert de Rouvroit.
15. 1945 - 1968 : Robert Gruslin (libéral).
16. 1968 - 1977 : René Close (PS) (beau-fils de François Bovesse).
17. 1977 - 1980 : Pierre Falize (PS).
18. 1980 - 1987 : Émile Lacroix (PS).
19. 1987 - 1994 : Émile Wauthy (PSC).
20. 1994 - 2007 : Amand Dalem (PSC).
21. Depuis 2007 : Denis Mathen (MR).

### Législature actuelle (2018 - 2024)[13]
| Fonction            | Nom                                                  | Compétences |
| ------------------- | ---------------------------------------------------- | --- |
| Gouverneur          | Denis Mathen (Mouvement réformateur)                 | Représentant de l’État dans sa province et officier de police administrative, il est chargé de l’exécution des lois, décrets ou arrêtés des différents niveaux de pouvoir sur le territoire provincial. |
| Député-Président    | Jean-Marc Van Espen (Mouvement réformateur)          | Développement économique, touristique et supracommunal. |
| Députée provinciale | Geneviève Lazaron (Les engagés)                      | Santé, Action sociale et culturelle. |
| Député provincial   | Amaury Alexandre (Démocrate fédéraliste indépendant) | Transition écologique, participation citoyenne, développement durable et agriculture. |
| Député provincial   | Richard Fournaux (Mouvement réformateur)             | Enseignement, Formation et Ressources internes. |

### Commandants militaires
- 1833 - ? : colonel Mertens[14]
- 1957 - 1961 : colonel Housiaux.
- 1961 - 1962 : colonel Riche.
- 1962 - 1966 : colonel Parent.
- 1966 - 1970 : colonel Dessart.
- 1970 - 1971 : colonel Clement.
- 1971 - 1971 : colonel breveté d'état-major Segers.
- 1971 - 1972 : colonel breveté d'état-major Neef.
- 1972 - 1975 : colonel Bonheure.
- 1975 - 1977 : colonel Malchair.
- 1977 - 1981 : colonel Tasiaux.
- 1981 - 1985 : colonel breveté d'état-major Baudot.
- 1985 - 1987 : colonel breveté d'état-major Aspeslagh.
- 1987 - 1990 : colonel breveté d'état-major Parmentier.
- 1990 - 1992 : colonel Grandjean.
- 1992 - 1995 : colonel Breveté d'état-major Maghe.
- 1995 - 1999 : colonel breveté d'état-major Tonon.
- 1999 - 2002 : colonel Ir Scarnier.
- 2002 - 2008 : colonel Manandise.
- 2008 - 2012 : colonel Avi Renard.
- 2012 - 2015 : colonel breveté d'état-major Vindevogel.
- 2015 - 2017 : colonel breveté d'état-major Brevers[15].
- 2017 - 2020 : colonel breveté d'état-major Smets.
- 2020 -   :  lieutenant-colonel Xavier van de Werve de Schilde.

### Jumelages
La province de Namur est jumelée avec :
- Région de Louga (Sénégal) ;
- Province du Jiangsu (Chine) ;
- Gouvernorat de Tunis (Tunisie).

## Liste des communes de la province de Namur

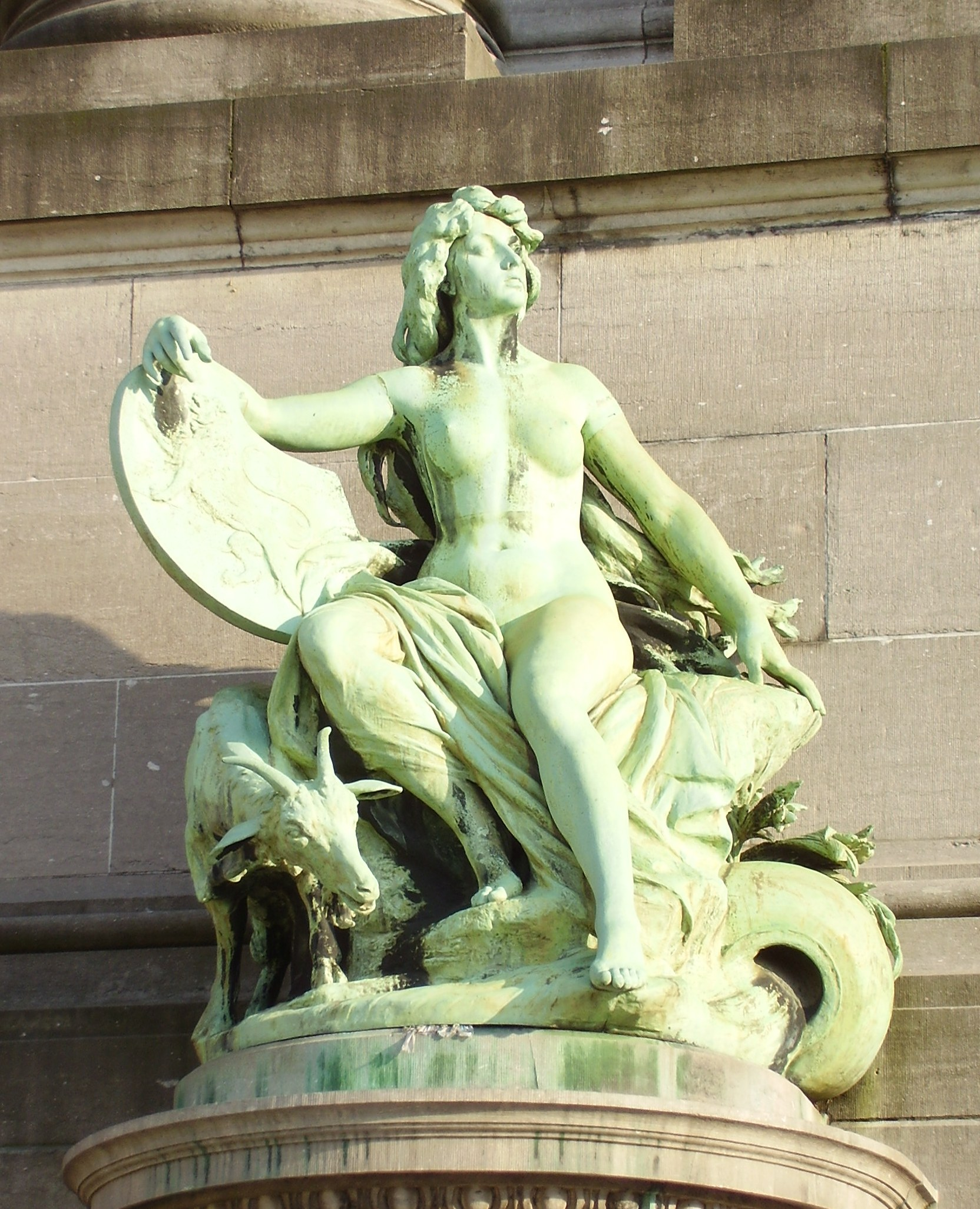
Allégorie de la province de Namur par Guillaume De Groot, parc du Cinquantenaire, Bruxelles.

### Par ordre alphabétique
| 1. Andenne. 2. Anhée. 3. Assesse. 4. Beauraing. 5. Bièvre. 6. Cerfontaine. 7. Ciney. 8. Couvin. 9. Dinant. 10. Doische. 11. Éghezée. 12. Fernelmont. 13. Floreffe. | 14. Florennes. 15. Fosses-la-Ville. 16. Gedinne. 17. Gembloux. 18. Gesves. 19. Hamois. 20. Hastière. 21. Havelange. 22. Houyet. 23. Jemeppe-sur-Sambre. 24. La Bruyère. 25. Mettet. 26. Namur. | 27. Ohey. 28. Onhaye. 29. Philippeville. 30. Profondeville. 31. Rochefort. 32. Sambreville. 33. Sombreffe. 34. Somme-Leuze. 35. Viroinval. 36. Vresse-sur-Semois. 37. Walcourt. 38. Yvoir. |

### Par arrondissement
| - Anhée. - Beauraing. - Bièvre. - Ciney. - Dinant. - Gedinne. - Hamois. - Hastière. - Havelange. - Houyet. - Onhaye. - Rochefort. - Somme-Leuze. - Vresse-sur-Semois. - Yvoir. | - Andenne. - Assesse. - Éghezée. - Fernelmont. - Floreffe. - Fosses-la-Ville. - Gembloux. - Gesves. - Jemeppe-sur-Sambre. - La Bruyère. - Mettet. - Namur. - Ohey. - Profondeville. - Sambreville. - Sombreffe. | - Cerfontaine. - Couvin. - Doische. - Florennes. - Philippeville. - Viroinval. - Walcourt. |

## Démographie

### Évolution démographique
Nombre d'habitants × 1000
- Source : Statbel - Remarque: 1806 jusqu'à 1970=recensement; depuis 1980=nombre d'habitants chaque 1er janvier[1]

### Population par arrondissement
| Arrondissement    | 01-01-1990 | 01-01-1995 | 01-01-2000 | 01-01-2005 | 01-01-2010 | 01-01-2015 | 01-01-2020 | 01-01-2025 |
| ----------------- | ---------- | ---------- | ---------- | ---------- | ---------- | ---------- | ---------- | ---------- |
| Dinant            | 92 974     | 96 906     | 99 683     | 102 570    | 105 998    | 108 941    | 111 286    | 113 374    |
| Namur             | 269 378    | 277 255    | 282 727    | 290 576    | 301 472    | 311 684    | 318 231    | 325 141    |
| Philippeville     | 58 872     | 60 284     | 61 493     | 62 717     | 64 811     | 66 520     | 66 315     | 66 883     |
| Province de Namur | 421 224    | 434 444    | 443 903    | 455 863    | 472 281    | 487 145    | 495 832    | 505 348    |

## Sécurité et secours

### Police
Pour les services de police, la province est divisée en 13 zones de police :
- 5303 ZP Namur : Namur
- 5304 ZP Orneau-Mehaigne : Éghezée, Gembloux et La Bruyère
- 5305 ZP Des Arches : Andenne, Assesse, Fernelmont, Gesves et Ohey
- 5306 ZP Entre Sambre et Meuse : Floreffe, Fosses-la-Ville, Mettet et Profondeville
- 5307 ZP Samsom : Sambreville et Sombreffe
- 5308 ZP Jemeppe-sur-Sambre : Jemeppe-sur-Sambre
- 5309 ZP Flowal : Florennes et Walcourt
- 5310 ZP Houille-Semois : Beauraing, Bièvre, Gedinne et Vresse-sur-Semois
- 5311 ZP Des 3 Vallées : Couvin et Viroinval
- 5312 ZP Haute-Meuse : Anhée, Dinant, Hastière, Onhaye et Yvoir
- 5313 ZP Lesse et Lhomme : Houyet et Rochefort
- 5314 ZP Condroz-Famenne : Ciney, Hamois, Havelange et Somme-Leuze
- 5315 ZP Hermeton et Heure : Cerfontaine, Doische et Philippeville.

### Pompiers

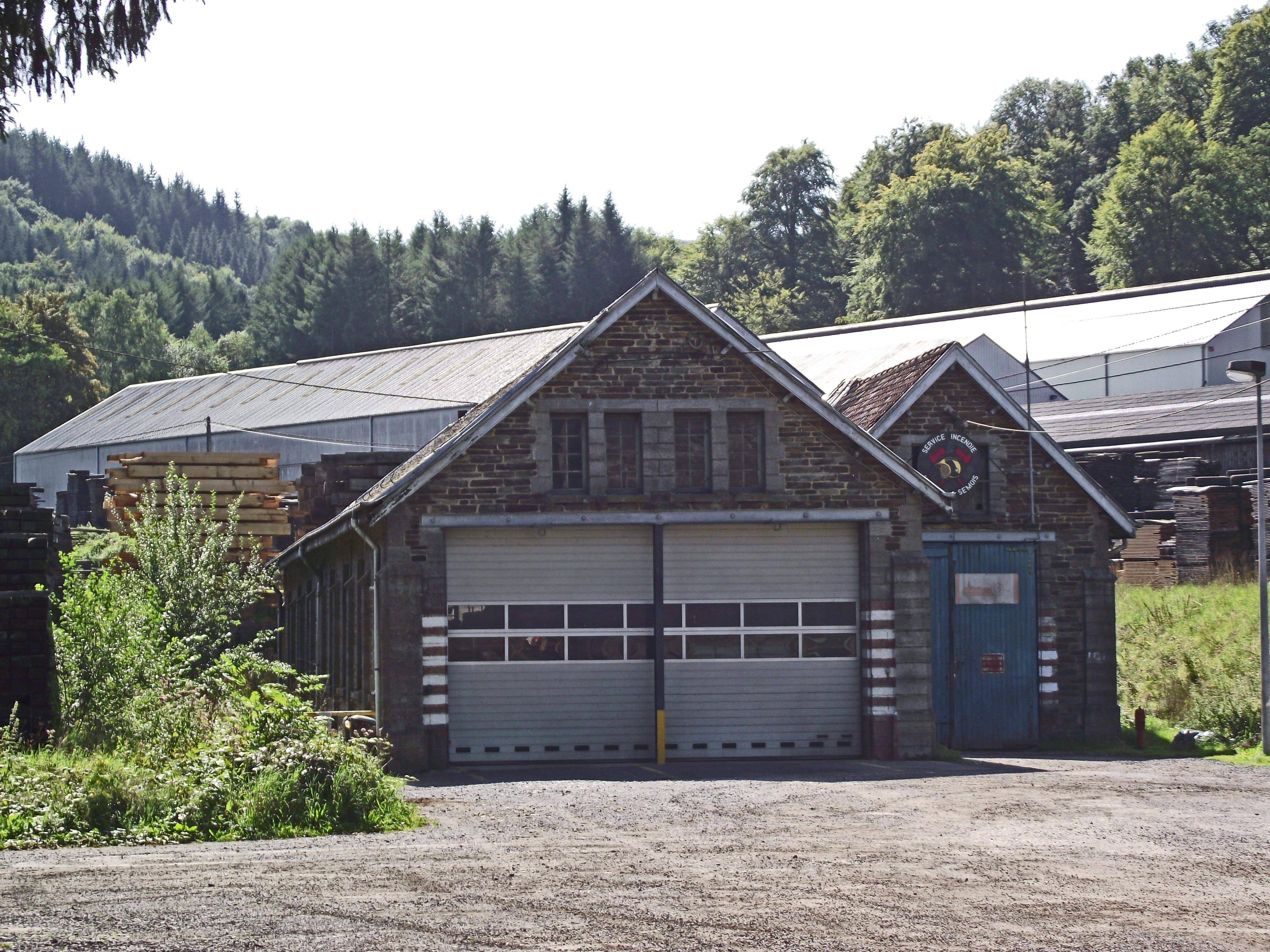
La caserne des pompiers volontaires de Vresse-sur-Semois, dans la zone de secours Dinaphi.

En ce qui concerne les pompiers, la province est divisée en 3 zones de secours : 
- Dinaphi comprennent les communes de Anhée, Beauraing, Bièvre, Ciney, Dinant, Gedinne, Hamois, Hastière, Havelange, Houyet, Onhaye, Rochefort, Somme-Leuze, Vresse-sur-Semois, Yvoir, Cerfontaine, Couvin, Doische, Florennes, Philippeville, Viroinval et Walcourt ;
- Nage comprennent les communes de Assesse, Andenne, Éghezée, Fernelmont, Gembloux, Gesves, La Bruyère, Namur, Ohey et Profondeville ;
- Val de Sambre comprennent les communes de Floreffe, Fosses-la-Ville, Jemeppe-sur-Sambre, Mettet, Sambreville et Sombreffe.

Au début de la délimitation des zones de secours, en 2007, la province de Namur ne devait compter qu'une seule zone unique, à l'instar des provinces du Brabant wallon et de Luxembourg. Mais pour des raisons financières, certains bourgmestres du nord de la province (Claude Eerdekens (Andenne) ou Jacques Étienne (Namur)) ont fait pression pour que celle-ci soit divisée en trois zones de secours, ce qui a finalement été validé par la ministre de l'intérieur, Joëlle Milquet, en 2011.

### Protection civile
La province de Namur n'abrite pas de casernes de la protection civile belge sur son territoire mais dépend de celles de Crisnée.

## Sports
| Football (masculin) - UR Namur en D2 ACFF - R.FC Meux en D2 ACFF - R.Union Wallonne Ciney en D3 ACFF - R.JS Taminoise en D3 ACFF - CS Onhaye en D3 ACFF - R.ES Couvin-Mariembourg en D3 ACFF | Basket-ball (féminin) - BC Namur-Capitale en Division 1 | Hockey sur gazon (masculin) - Hockey Namur en Division 1 | Rugby (masculin) - Namur XV en Division 2 |

## Tourisme
D'un point de vue touristique, la province de Namur prend le nom de Pays des Vallées et compte sept maisons du tourisme comprenant chacune plusieurs communes :
- Pays de Namur (Vallées d'Art et Traditions)[20] : Andenne, Assesse, Fernelmont, Fosses-la-Ville, La Bruyère, Mettet, Namur et Profondeville ;
- Pays de Haute-Meuse (Vallées de Forteresses et de Châteaux)[21] : Anhée, Dinant, Hastière, Onhaye et Yvoir ;
- Pays du Val de Lesse (Val de Lesse)[22] : Beauraing, Houyet et Rochefort ;
- Pays de l'Ardenne namuroise (Vallées de l'Ardenne namuroise)[23] : Bièvre, Gedinne et Vresse-sur-Semois ;
- Pays de Condroz-Famenne (Vallées des Saveurs)[24] : Ciney, Hamois, Havelange et Somme-Leuze ;
- Pays d'Entre Sambre et Orneau (Vallée des Découvertes)[25] : Gembloux, Jemeppe-sur-Sambre, Sambreville et Sombreffe ;
- Pays des Eaux vives (Vallées des Eaux vives)[26] : Cerfontaine, Couvin, Doische, Florennes, Philippeville, Viroinval et Walcourt.

La commune d'Éghezée ne fait partie d'aucune maison de tourisme.

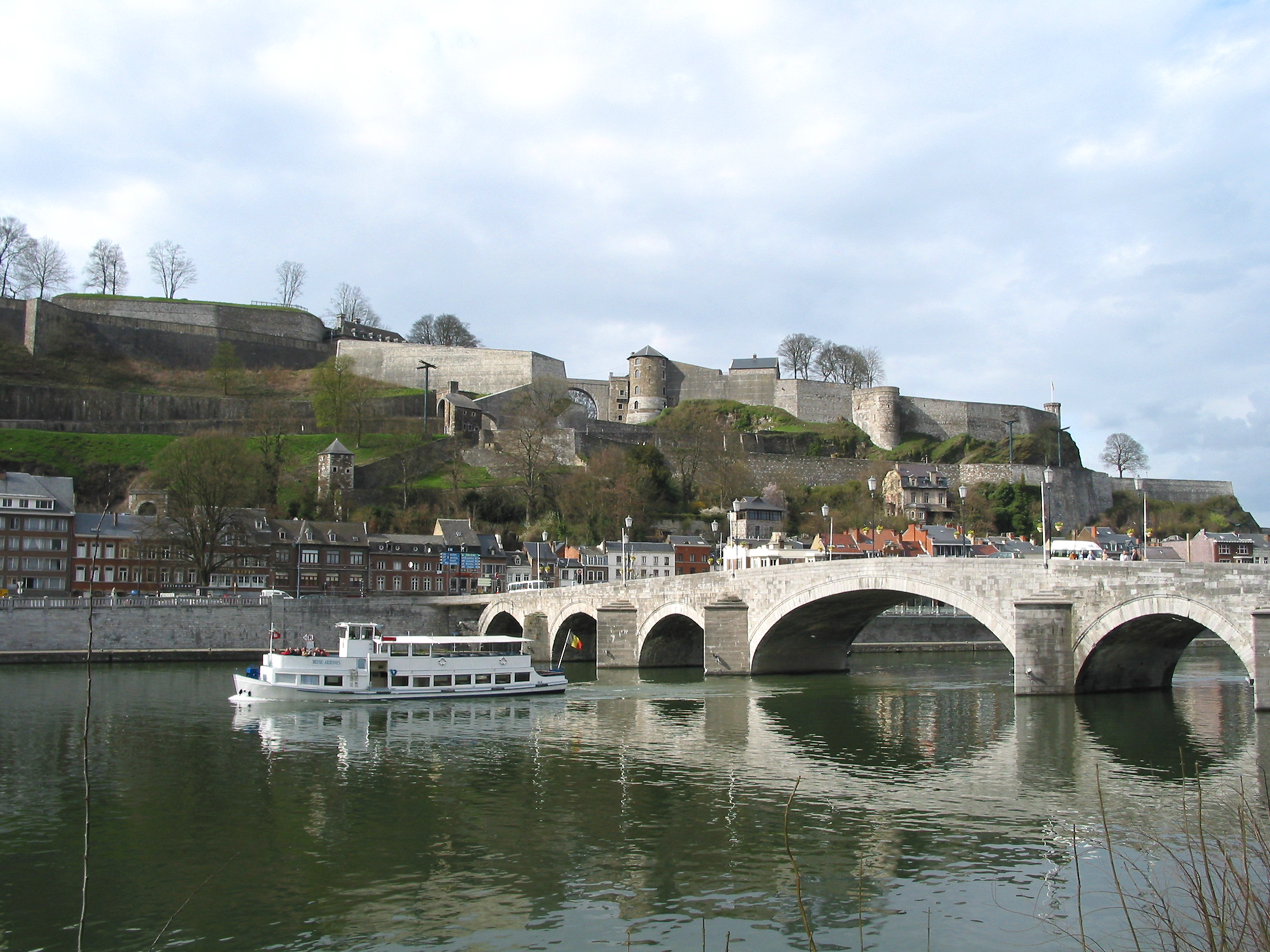
La Meuse, le pont de Jambes et la citadelle de Namur.
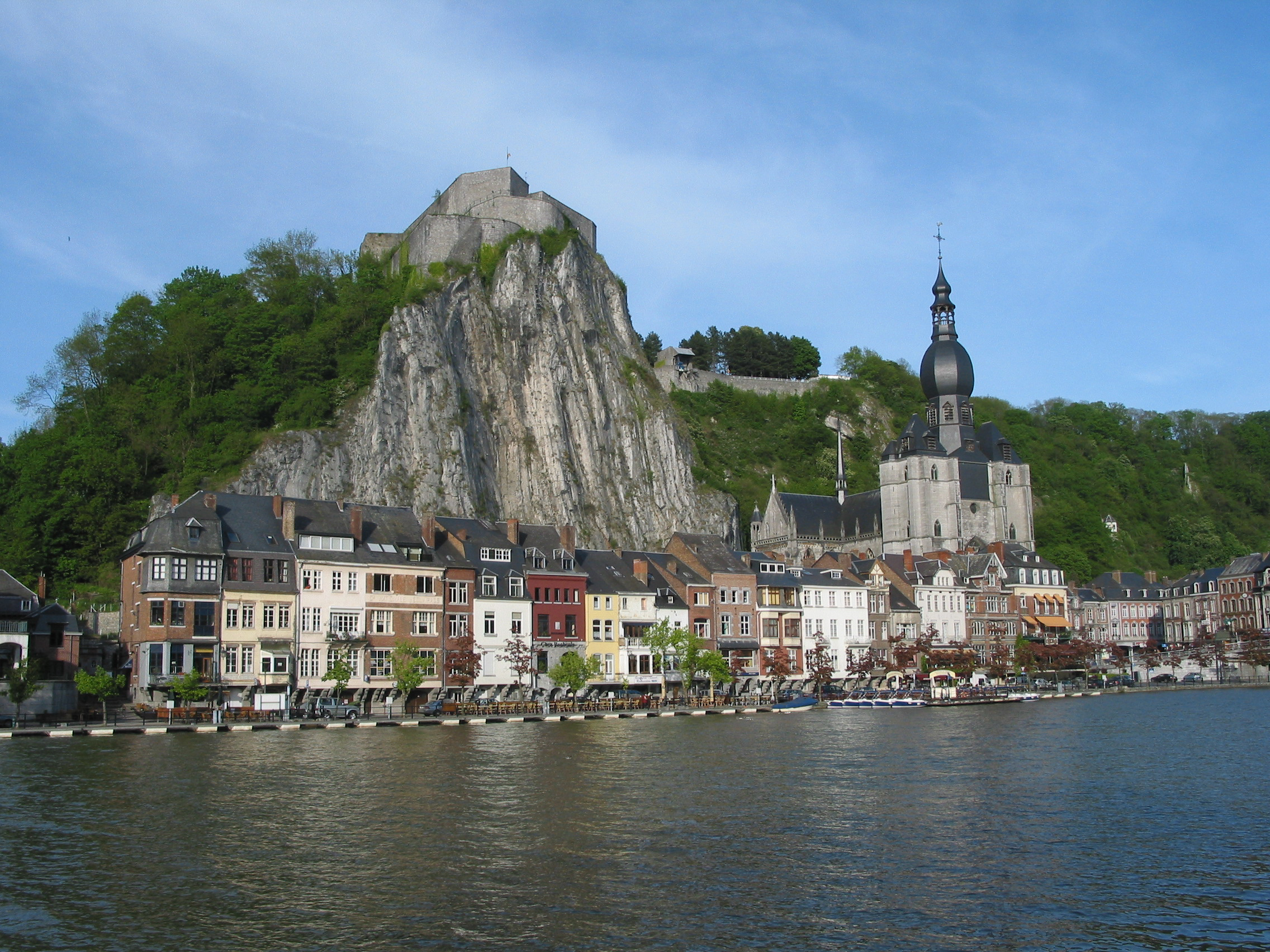
Dinant, la collégiale Notre-Dame et la Meuse.
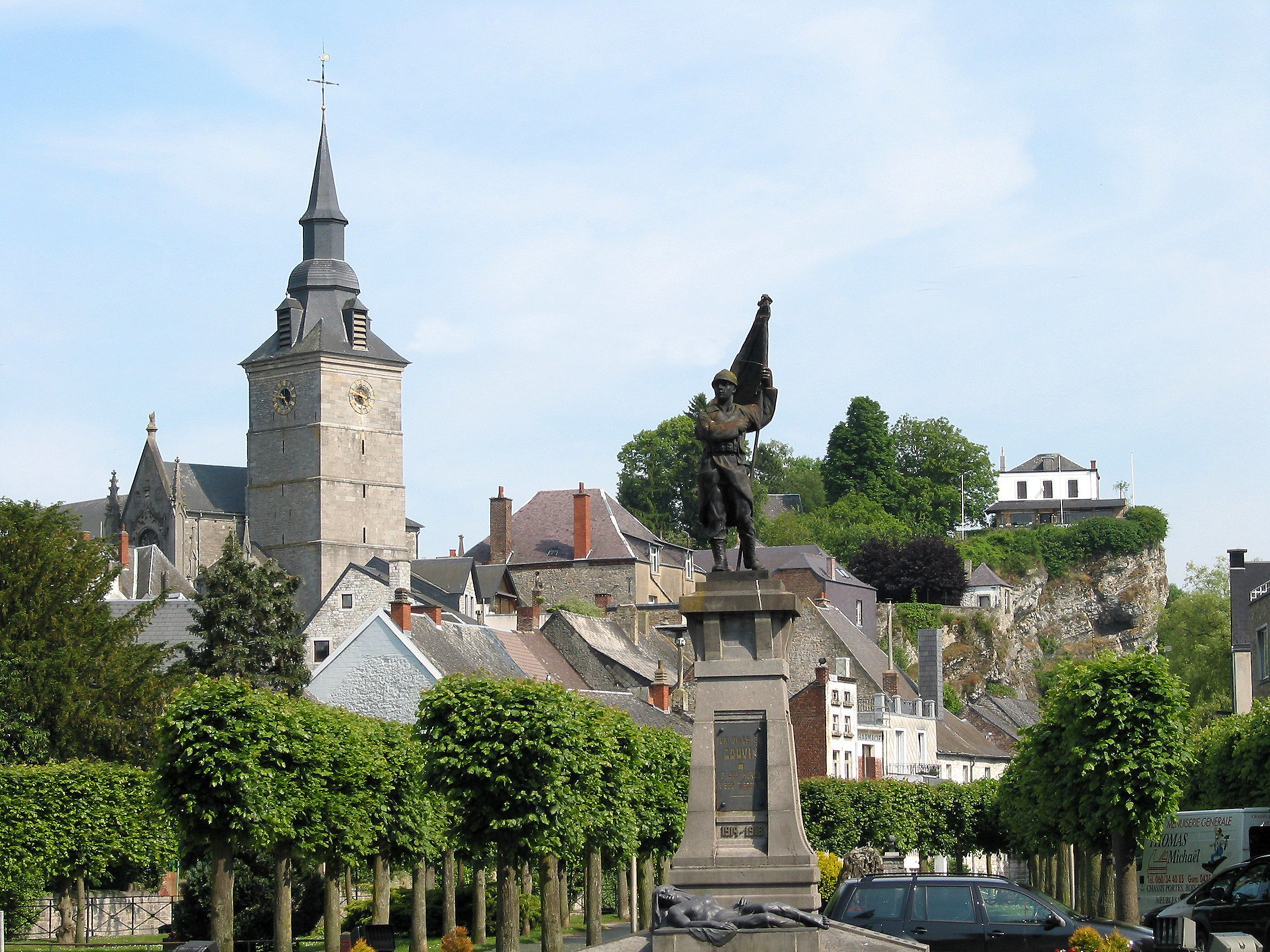
Vue sur la vieille ville de Couvin et l'église Saint-Germain de Paris.
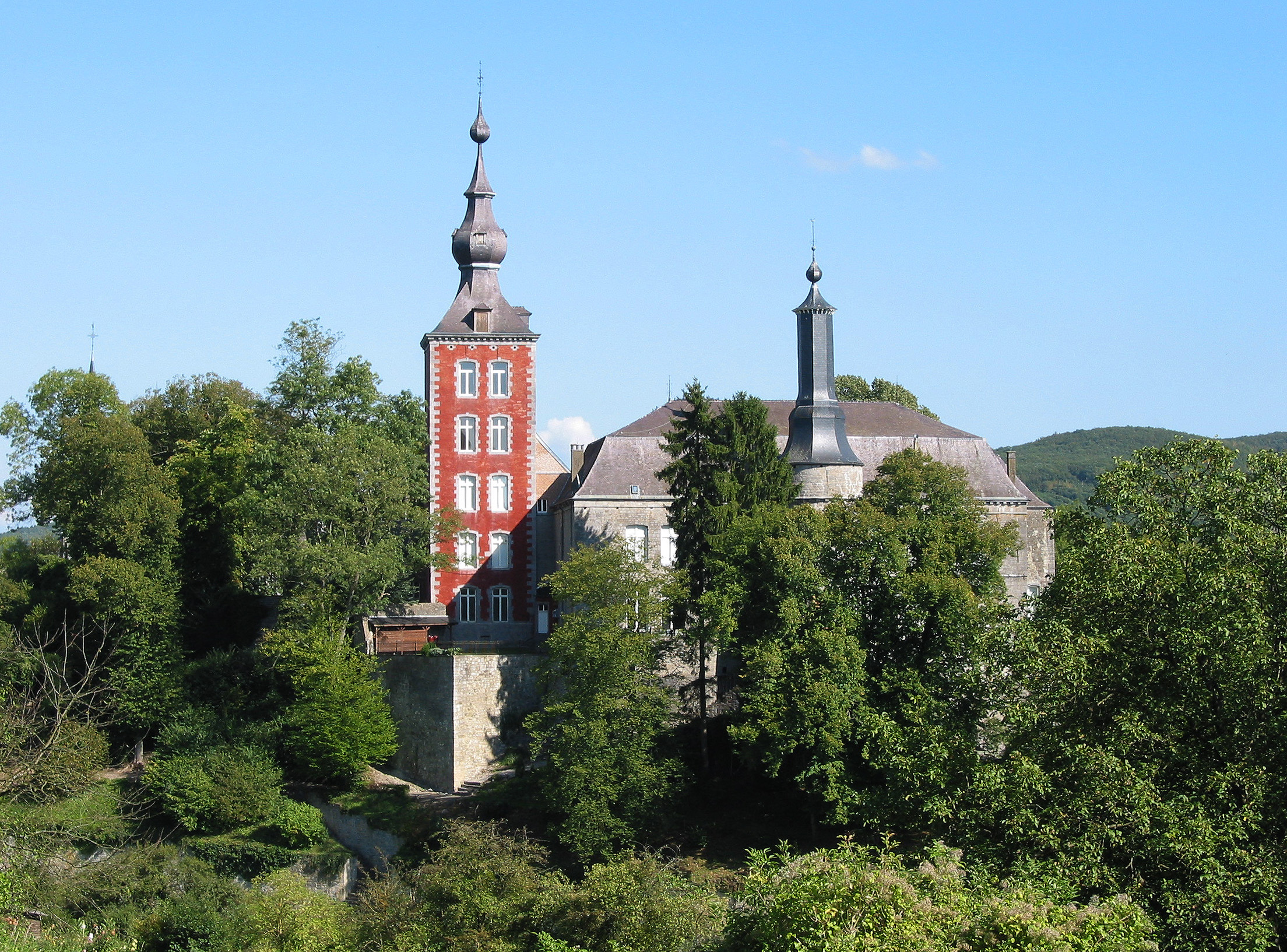
Le château de Vierves-sur-Viroin à Viroinval.
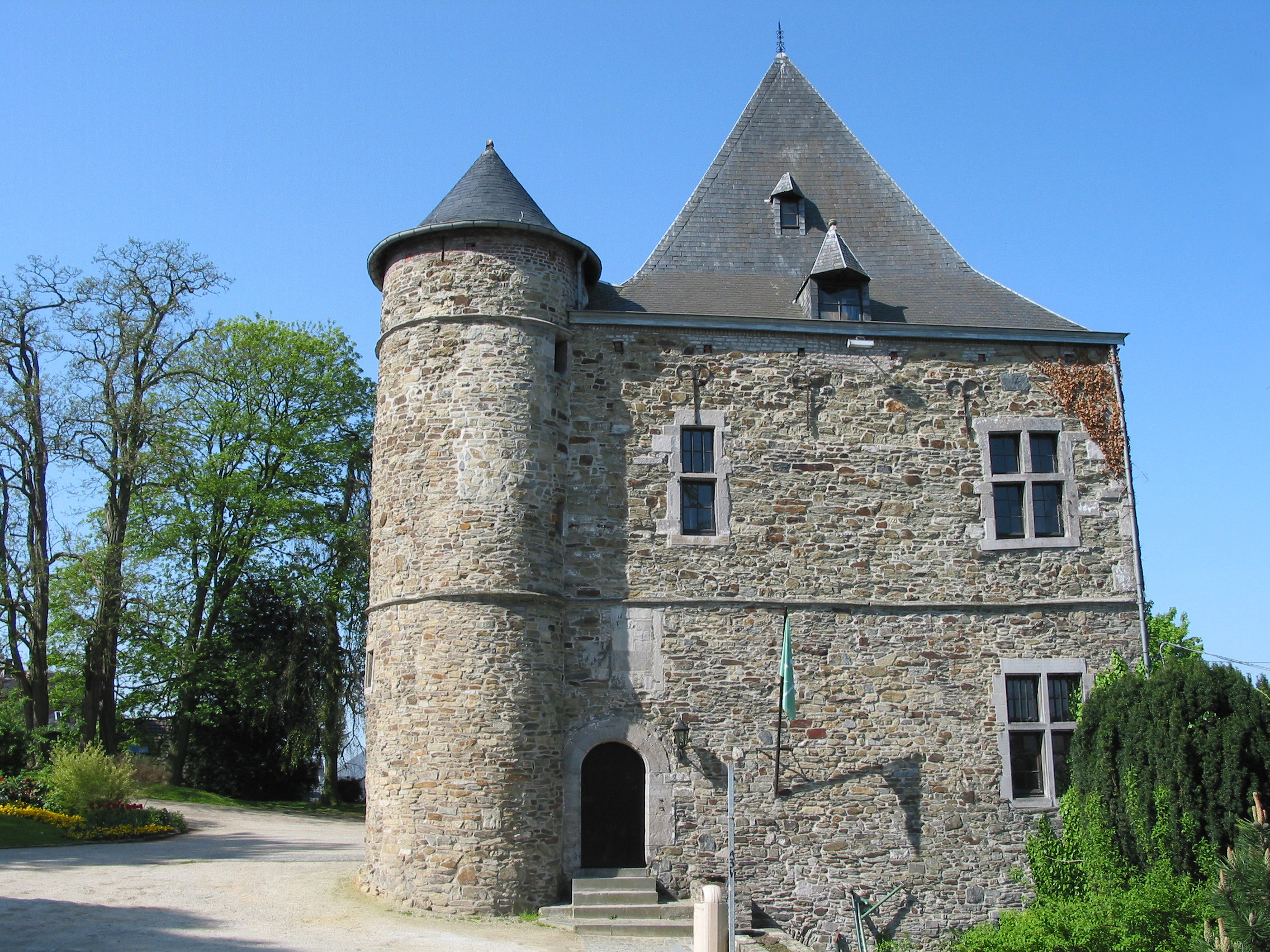
La Maison du Bailli de Gembloux.
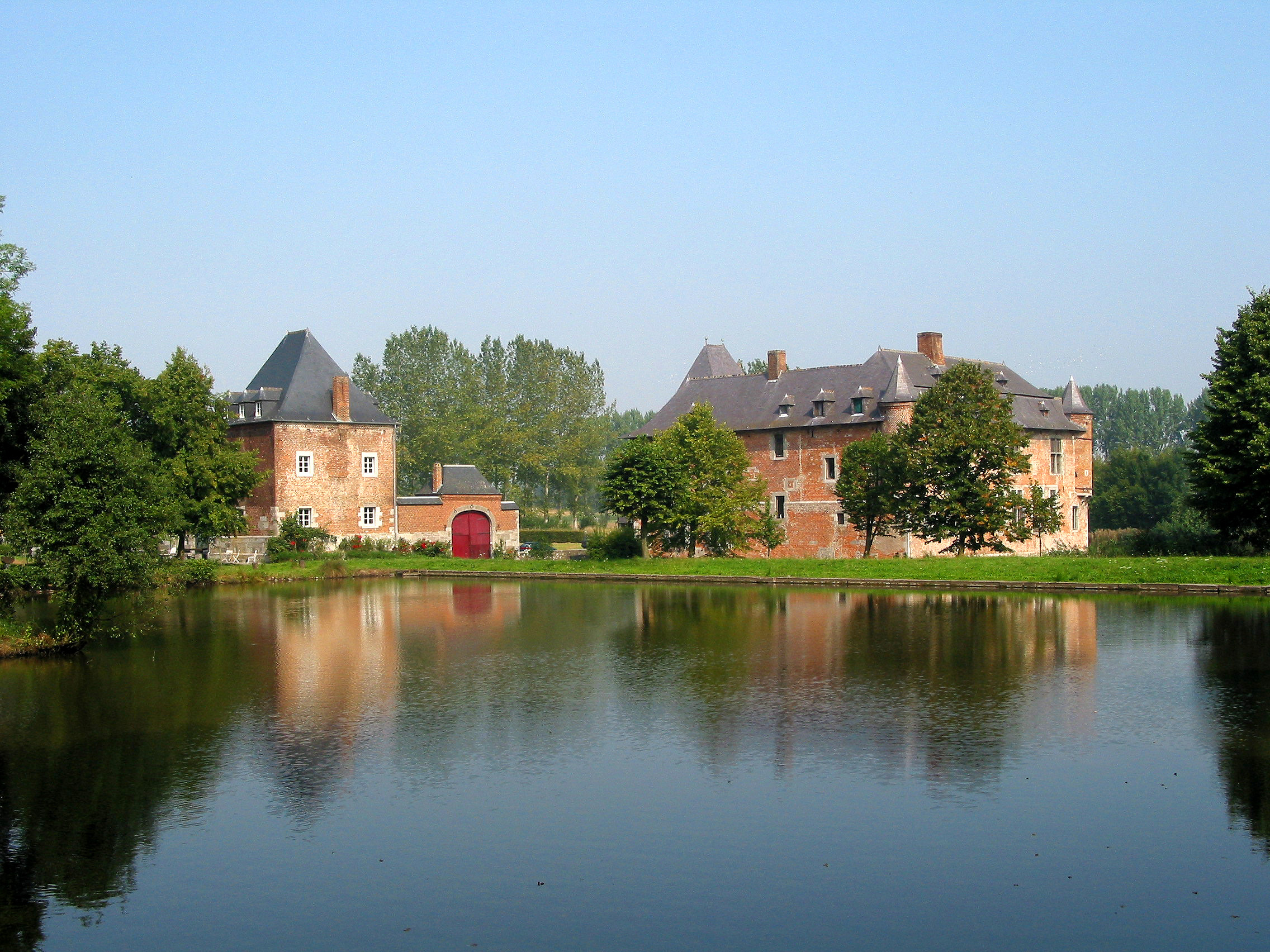
Le château de Fernelmont.
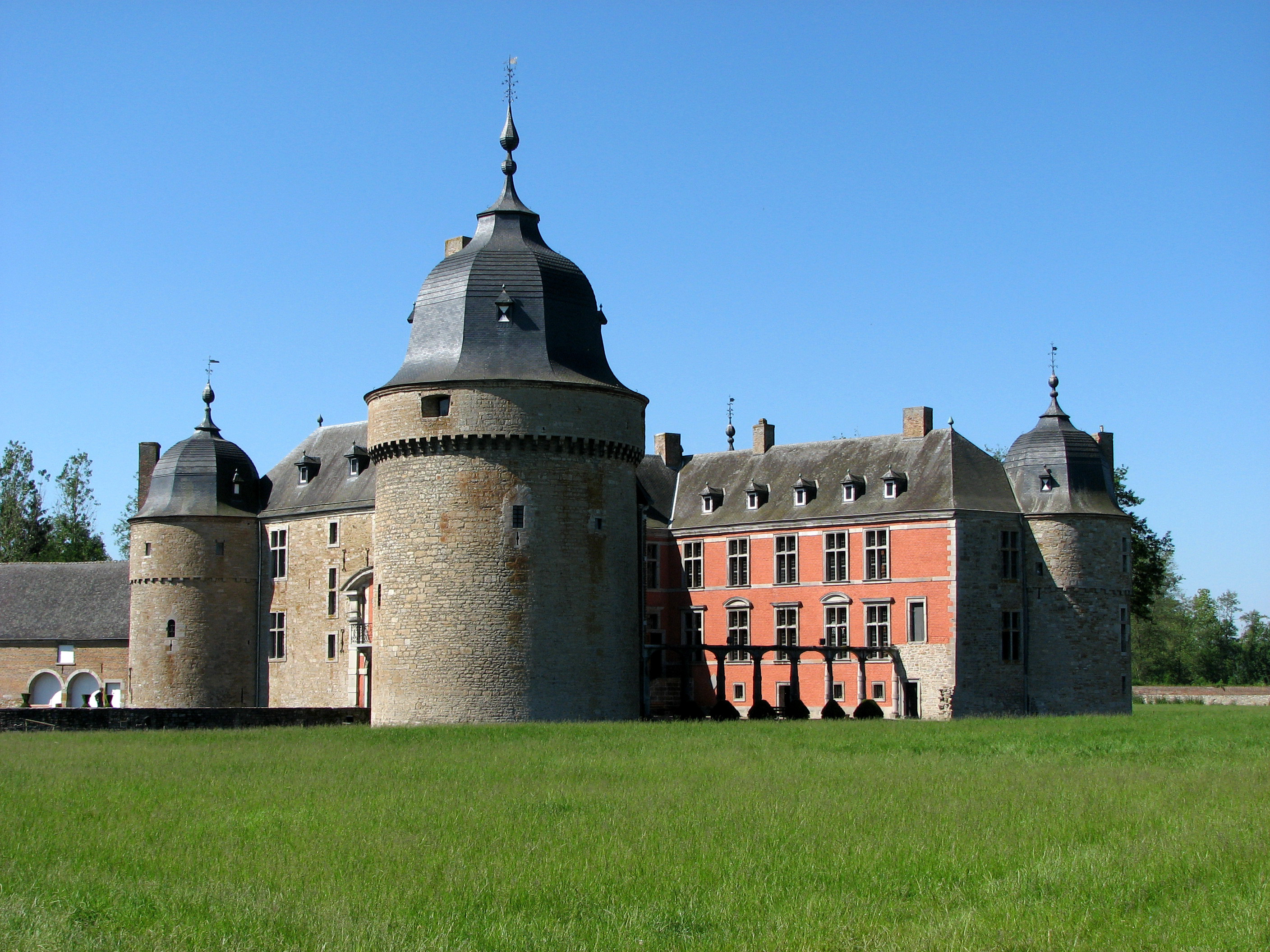
Le château de Lavaux-Sainte-Anne près de Rochefort.
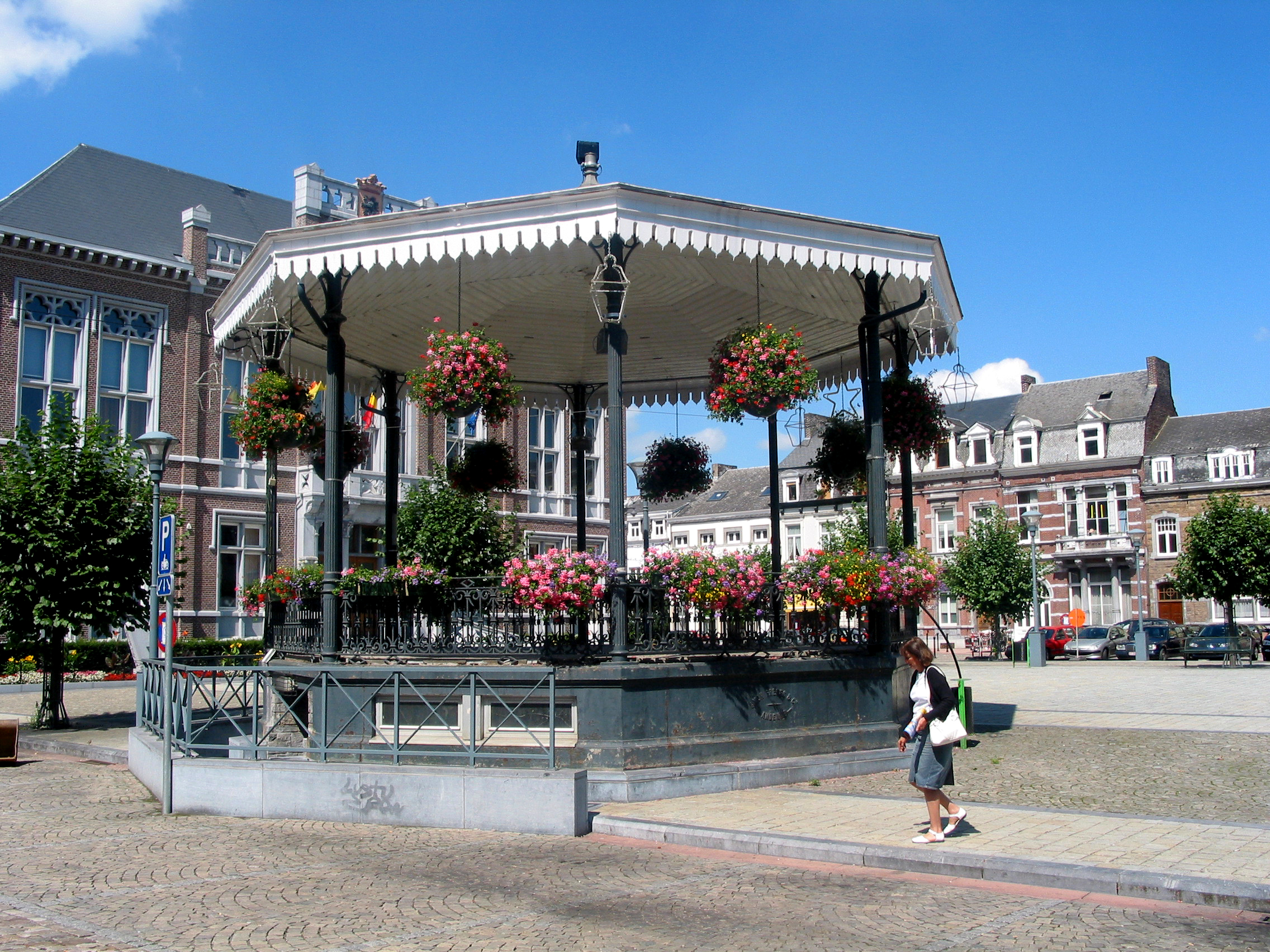
Andenne : Place des tilleuls - Le kiosque (1879).
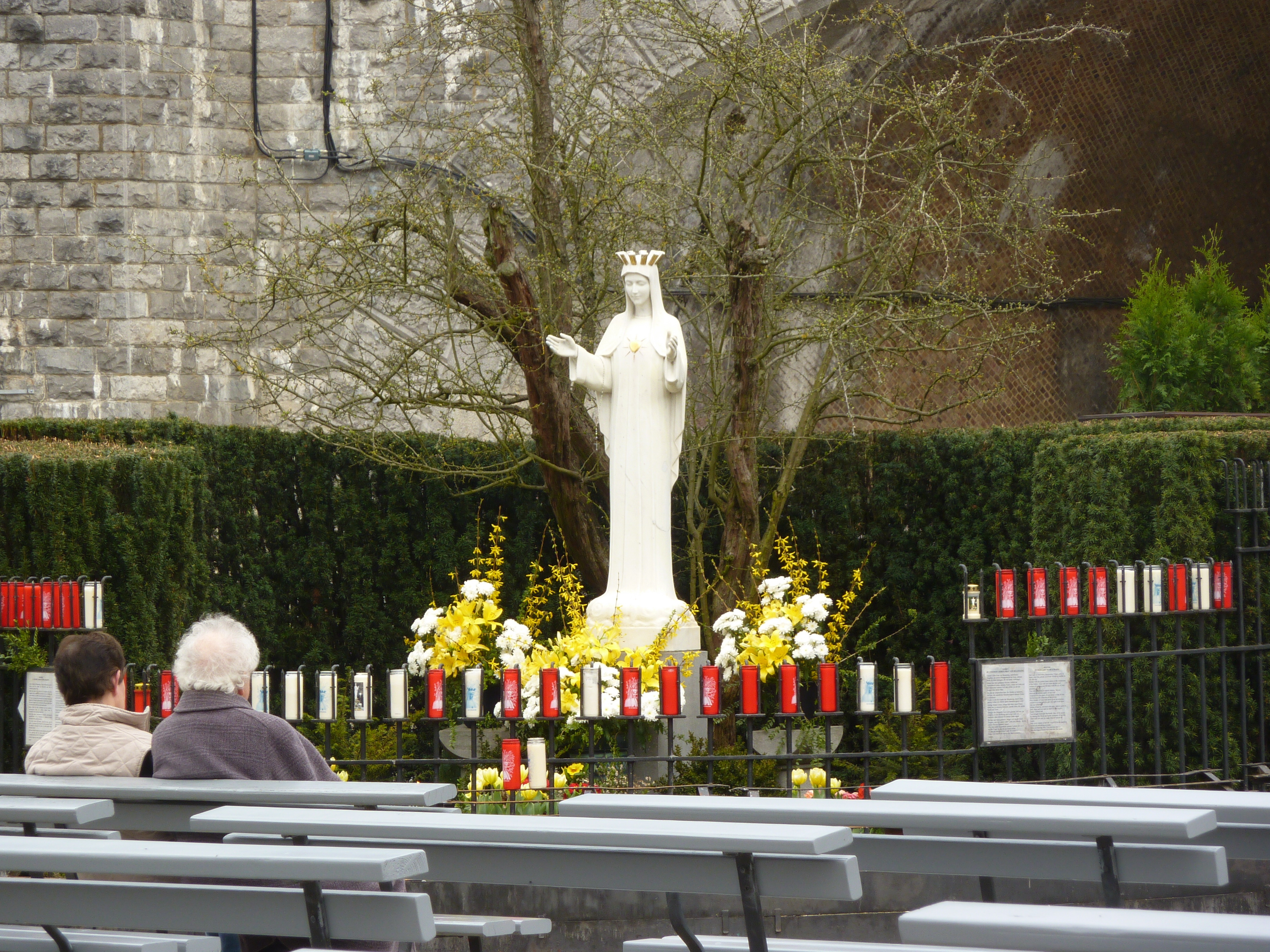
Le sanctuaire de Notre-Dame de Beauraing.
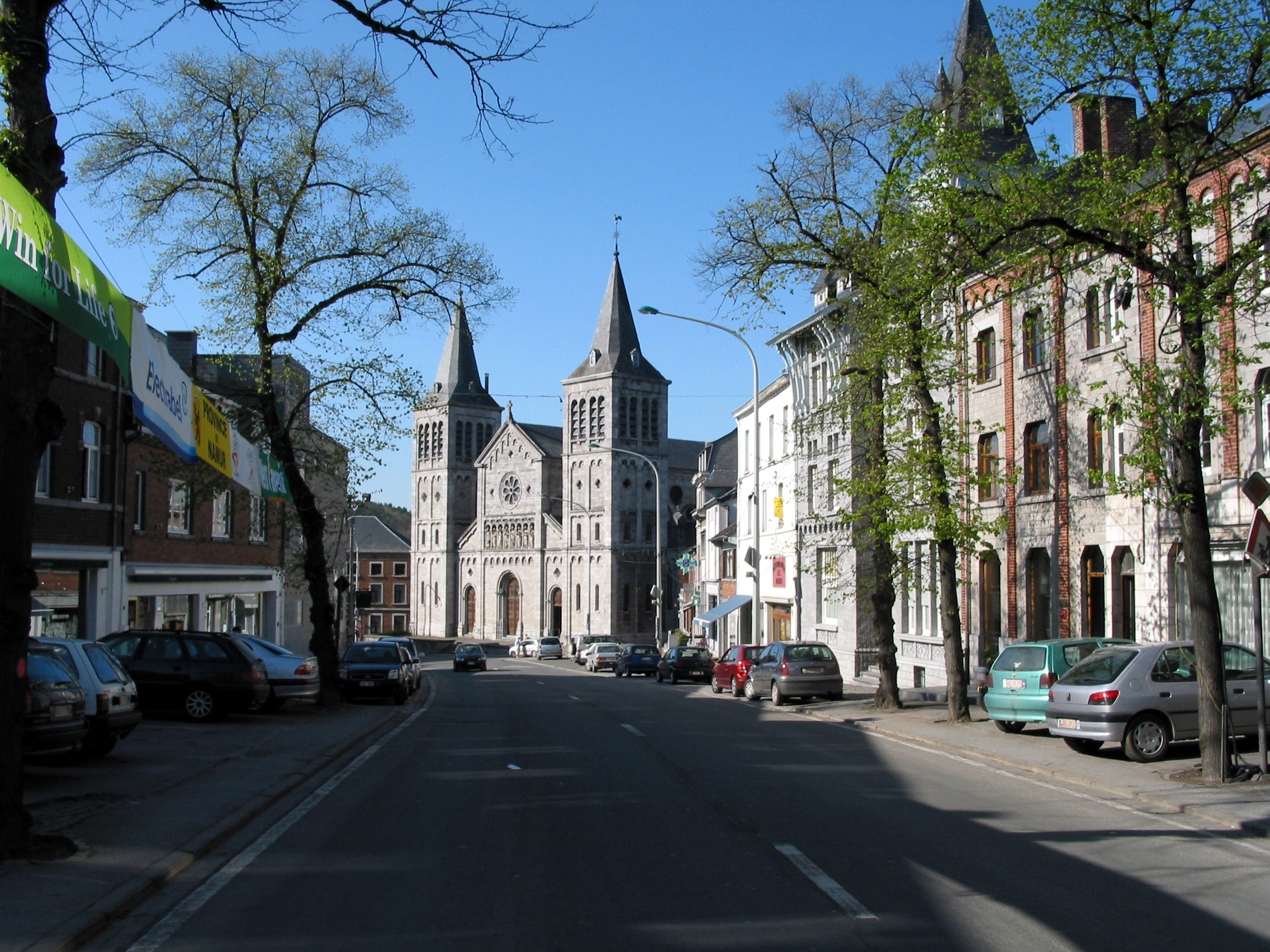
Le centre de Rochefort.
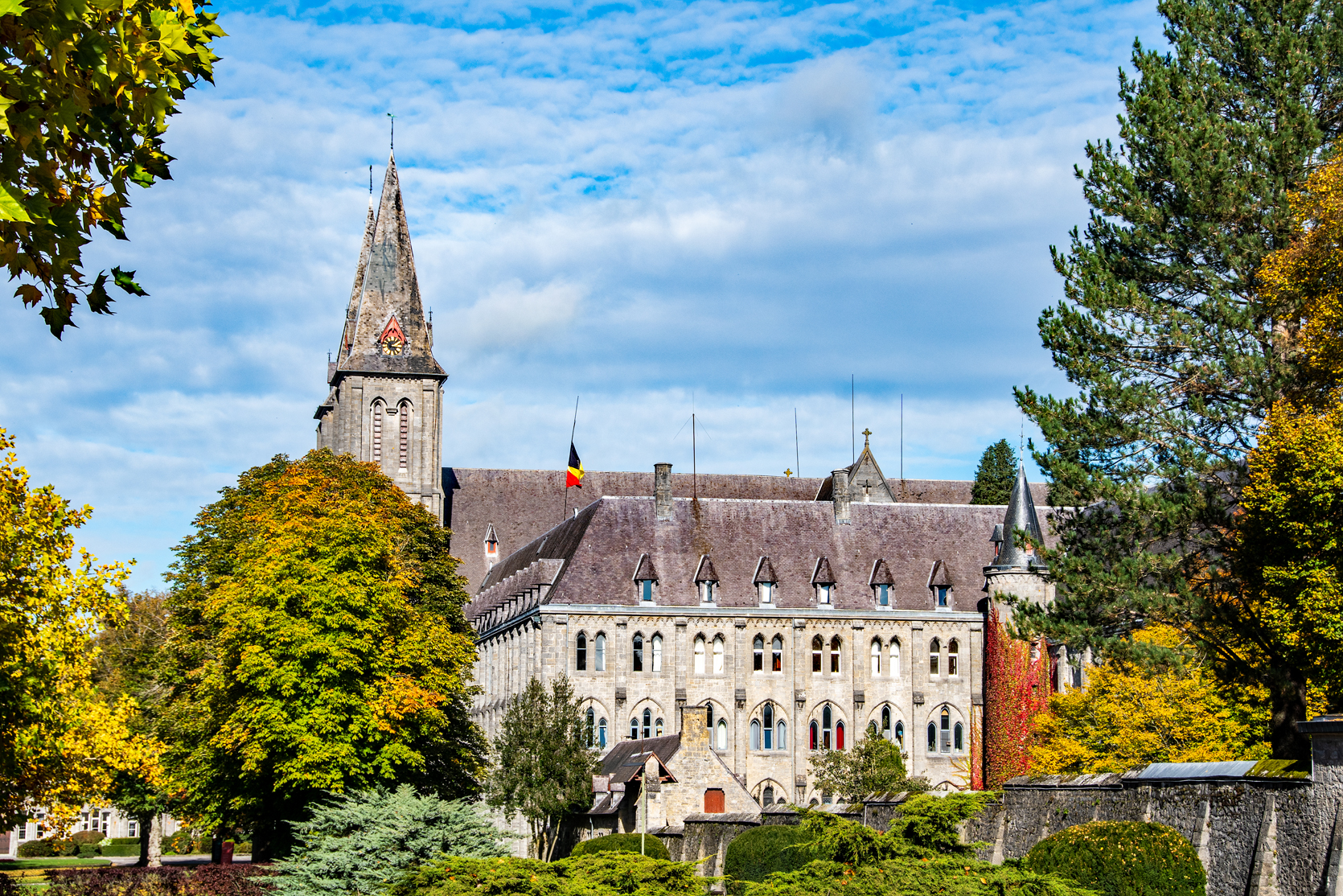
L'abbaye de Maredsous.
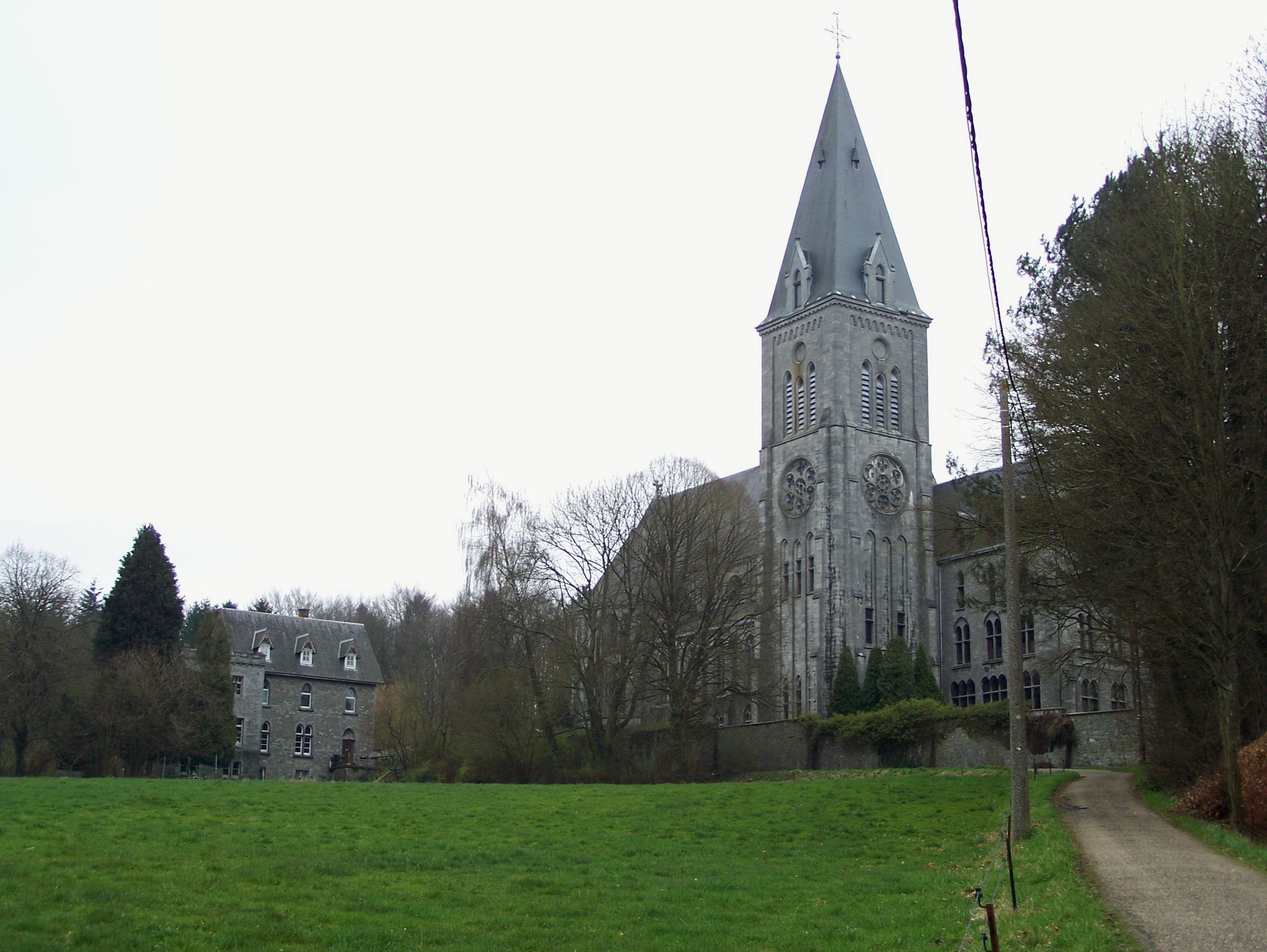
L'abbaye de Maredret.
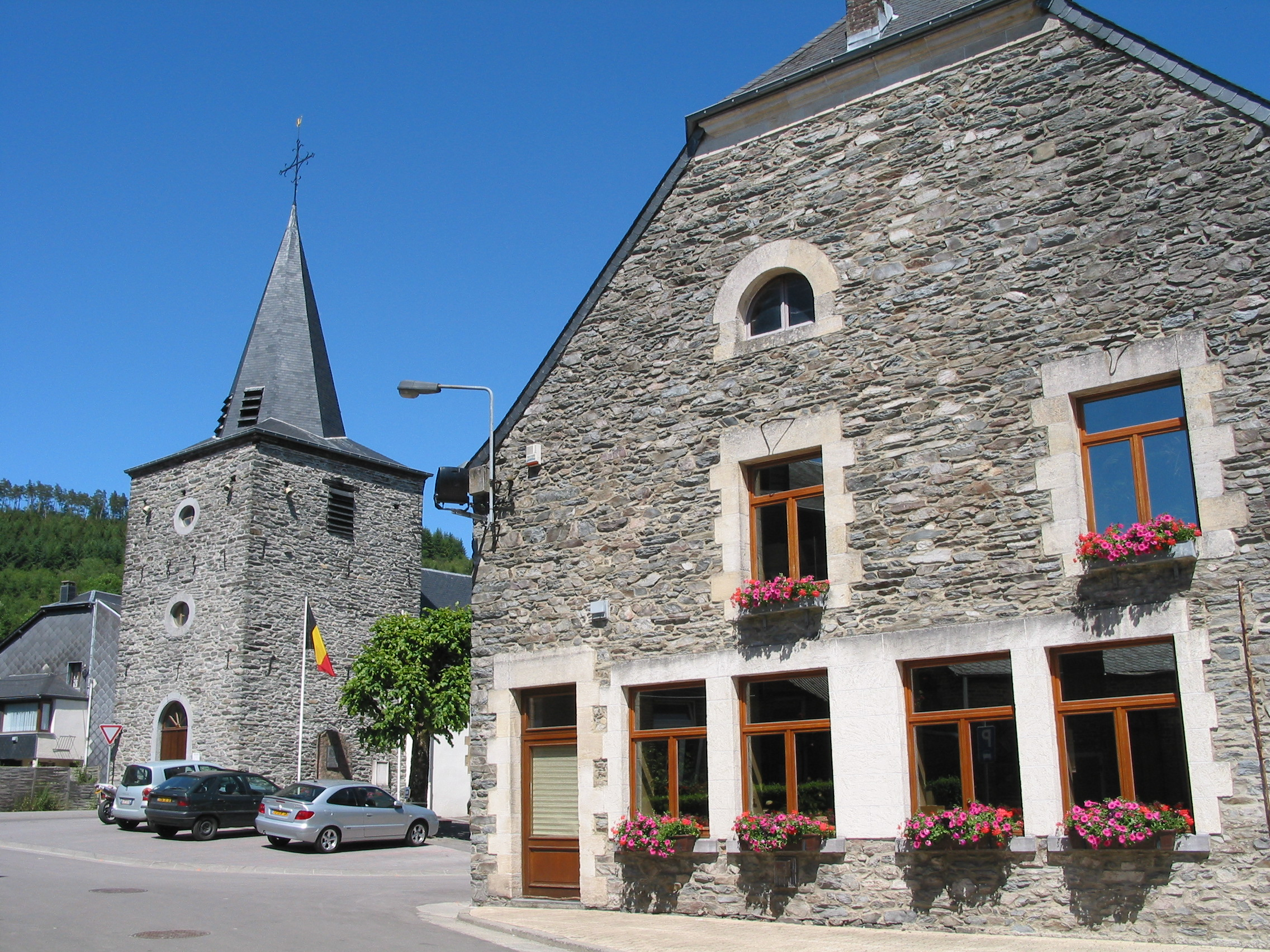
Le village de Vresse-sur-Semois au sud de la province.
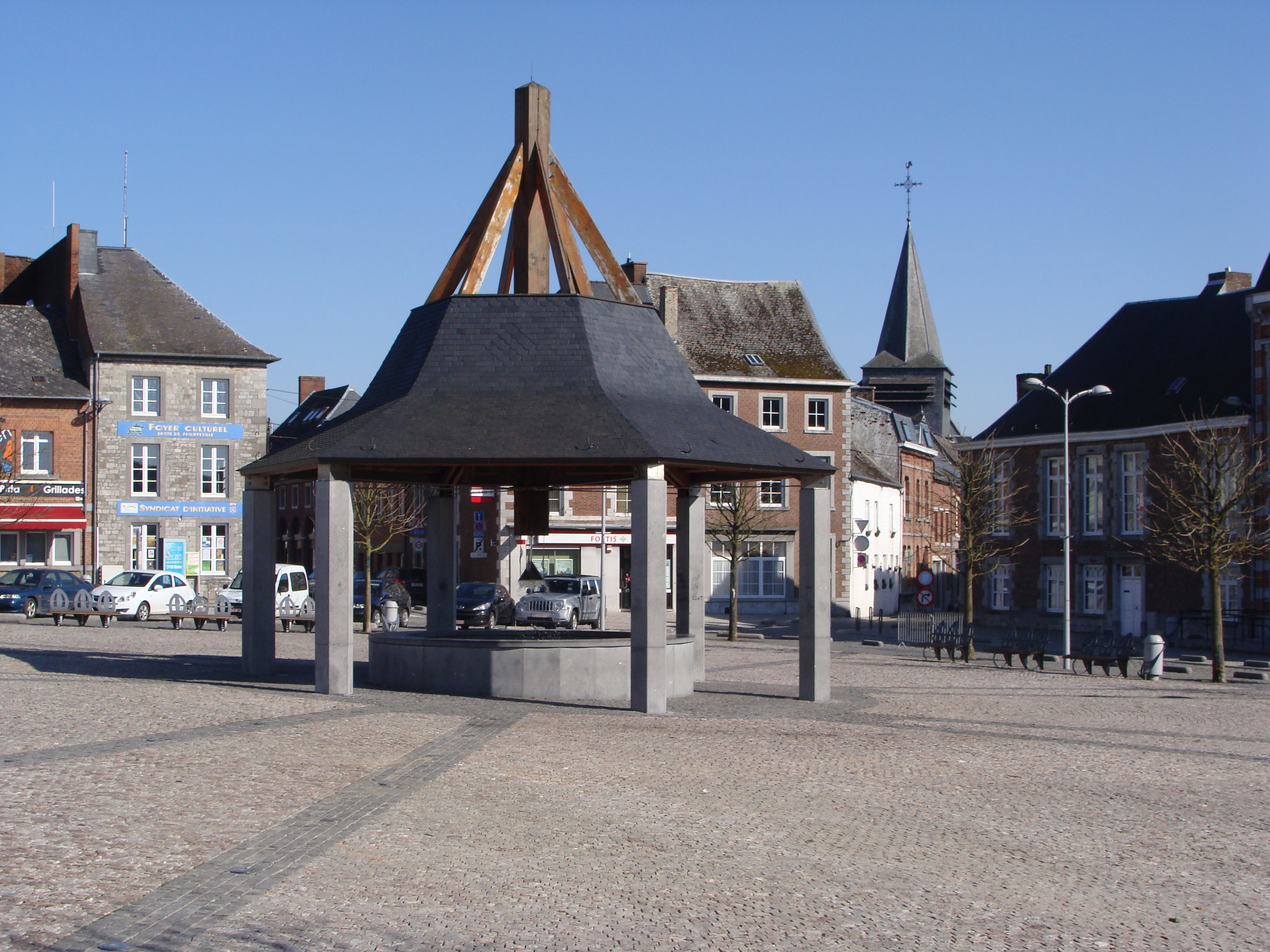
La place de Philippeville.
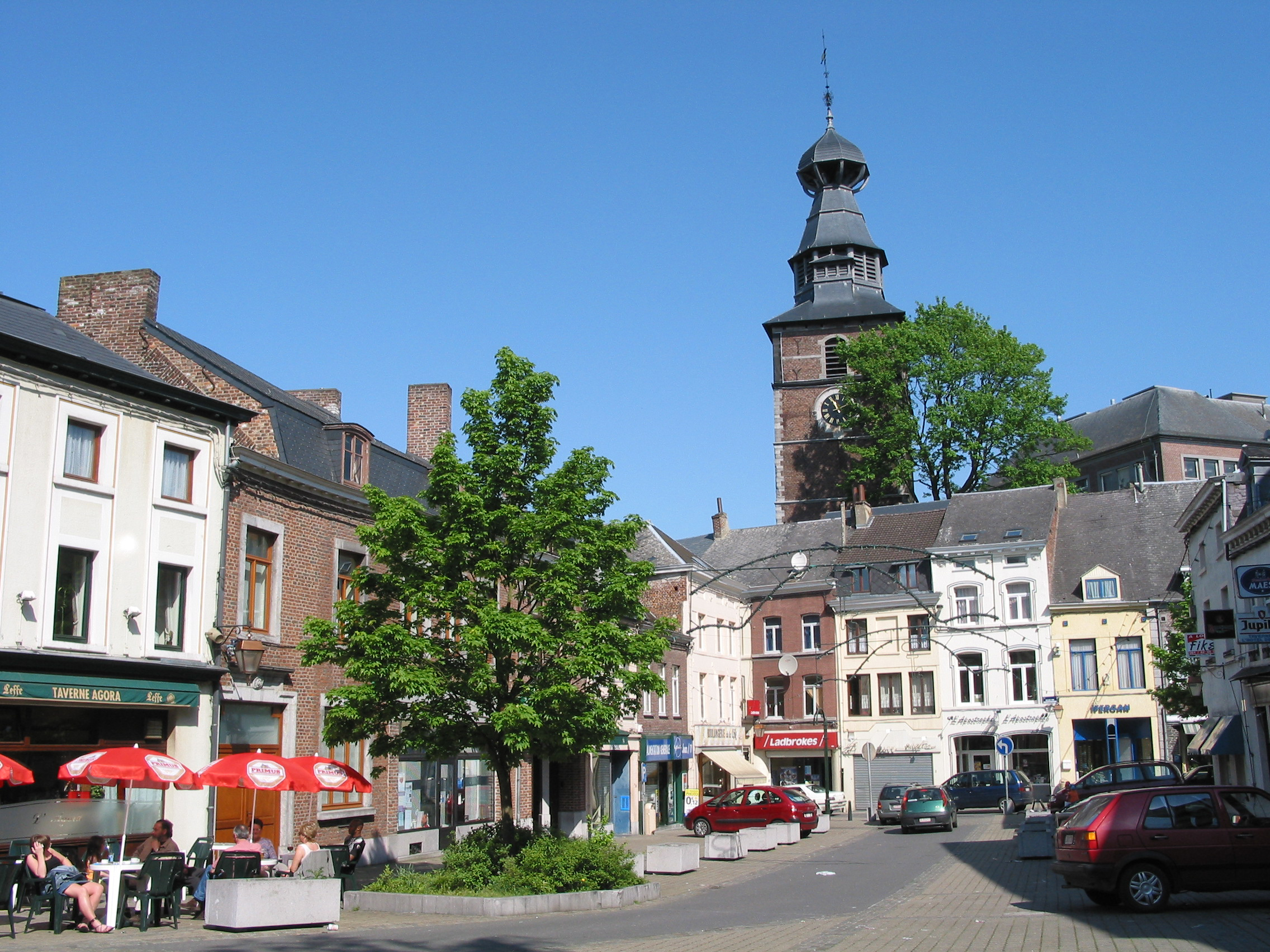
Le centre de Gembloux.
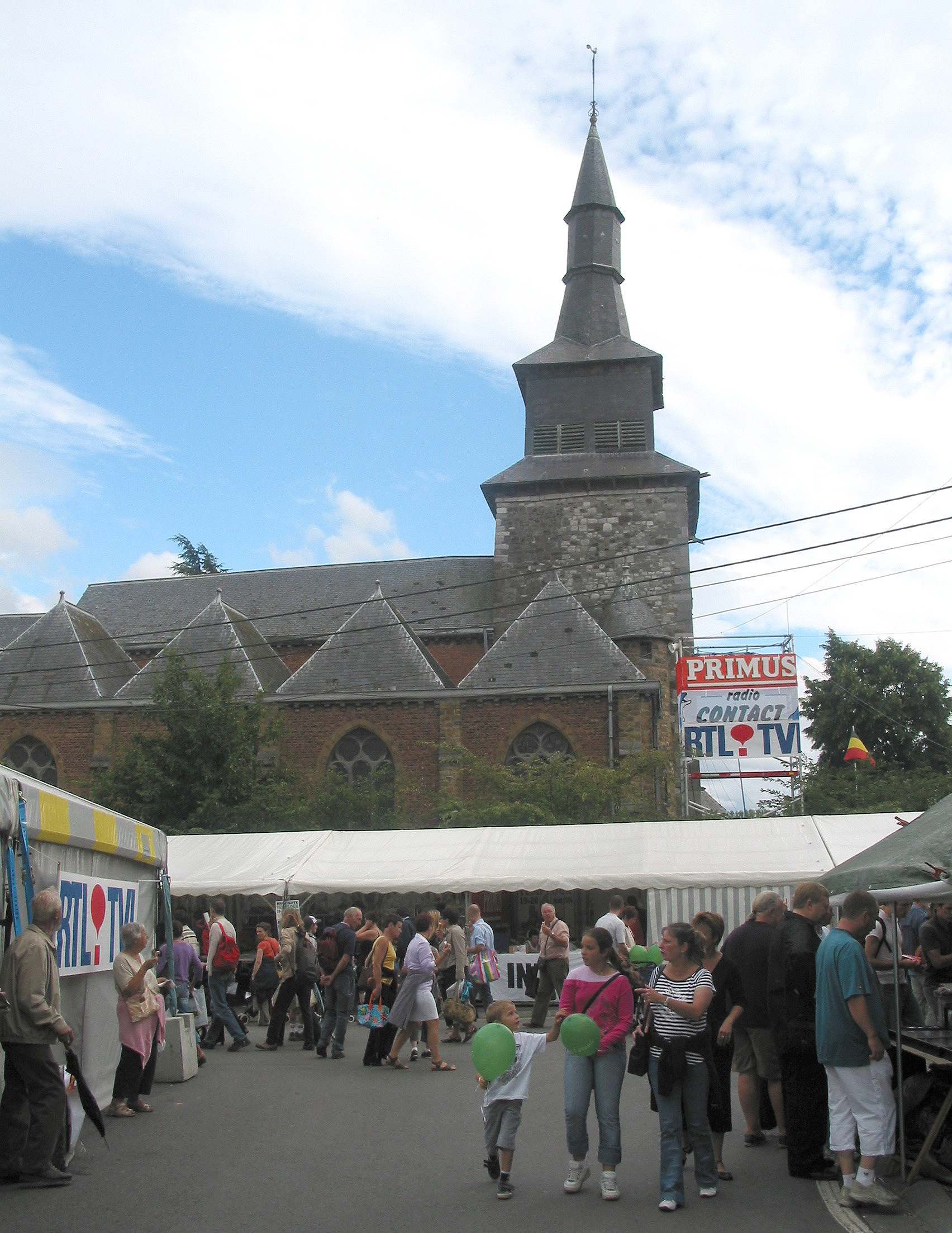
L'église et la brocante de Temploux.
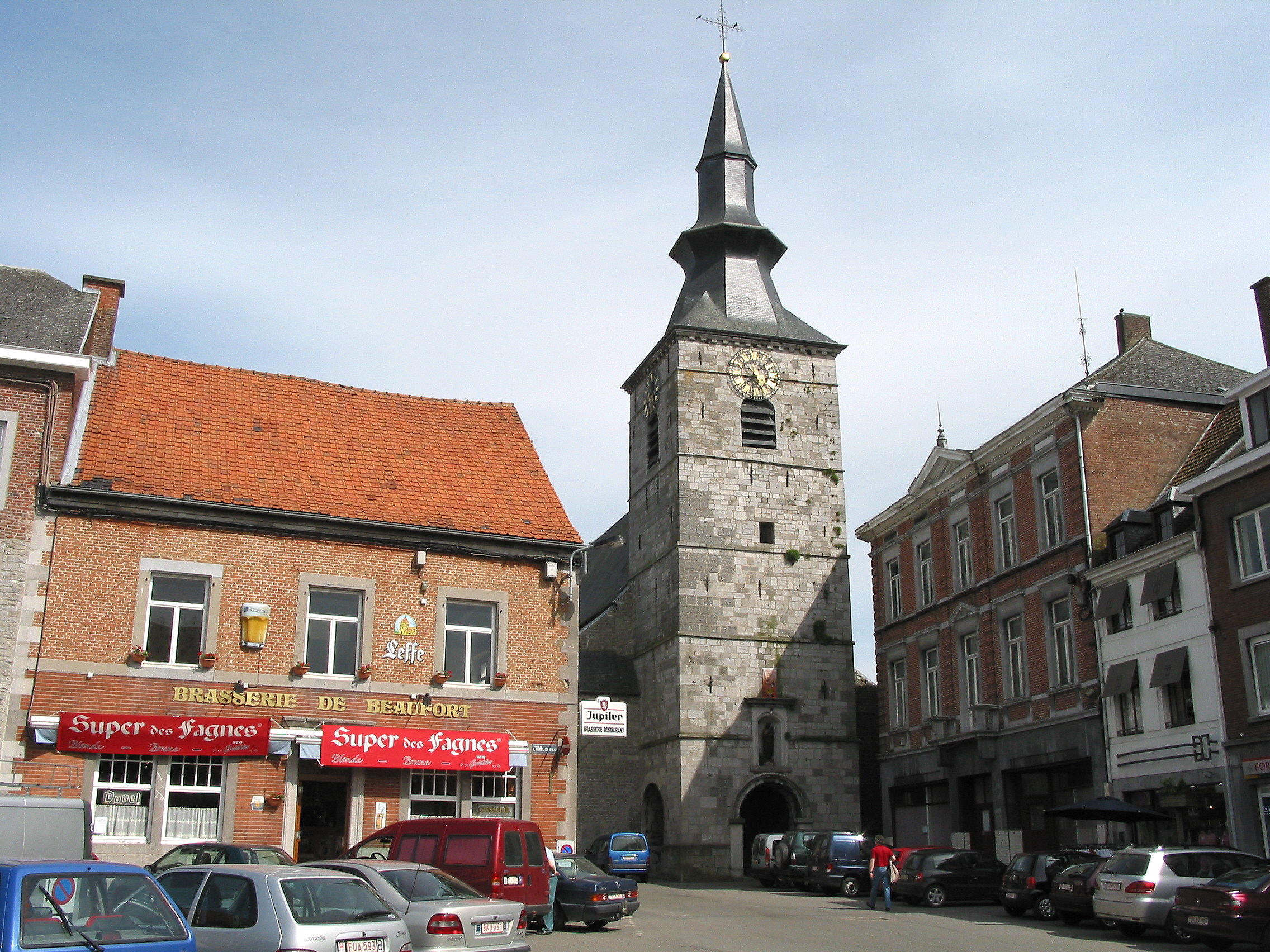
Le centre de Florennes.
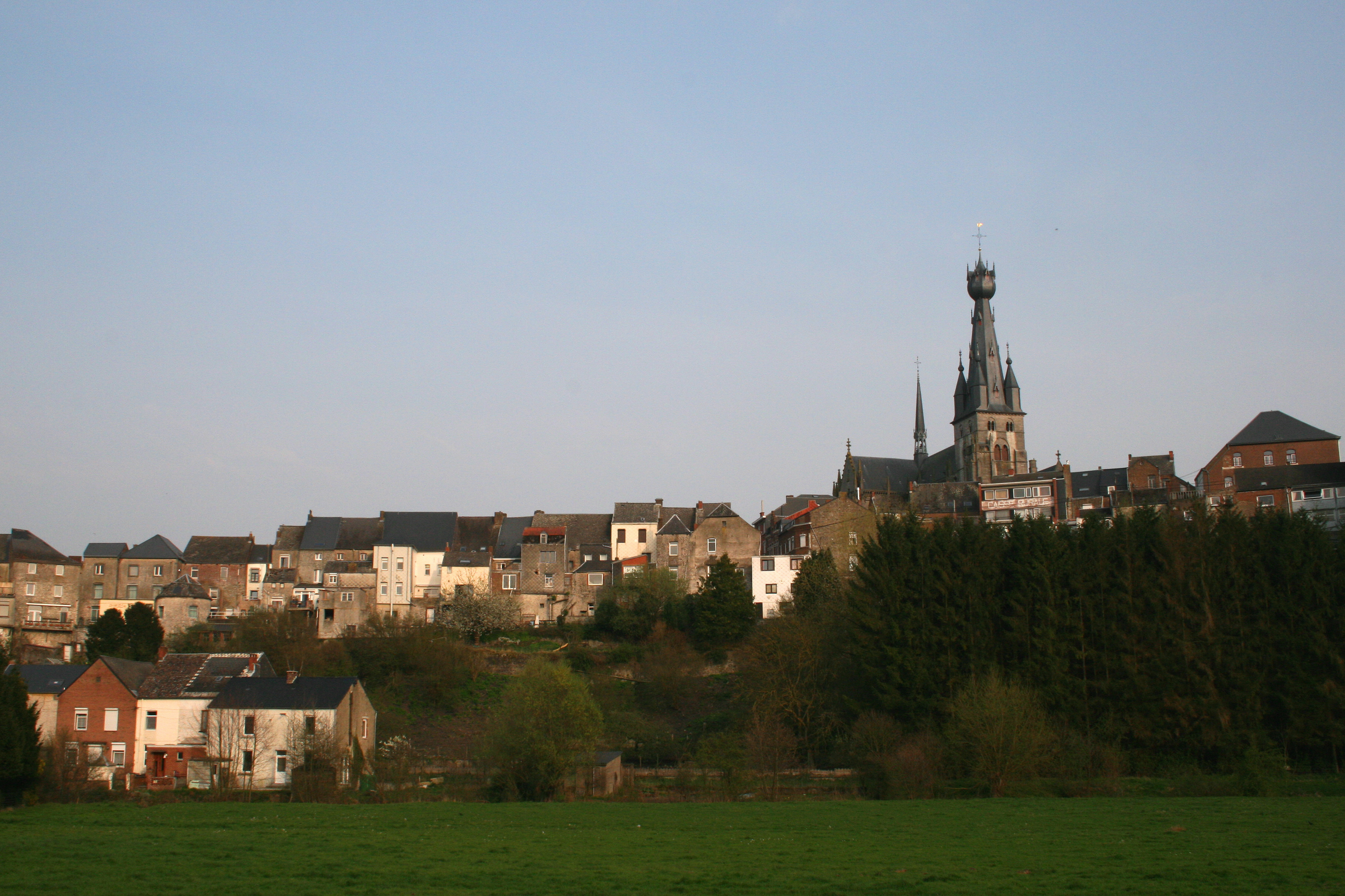
Walcourt.
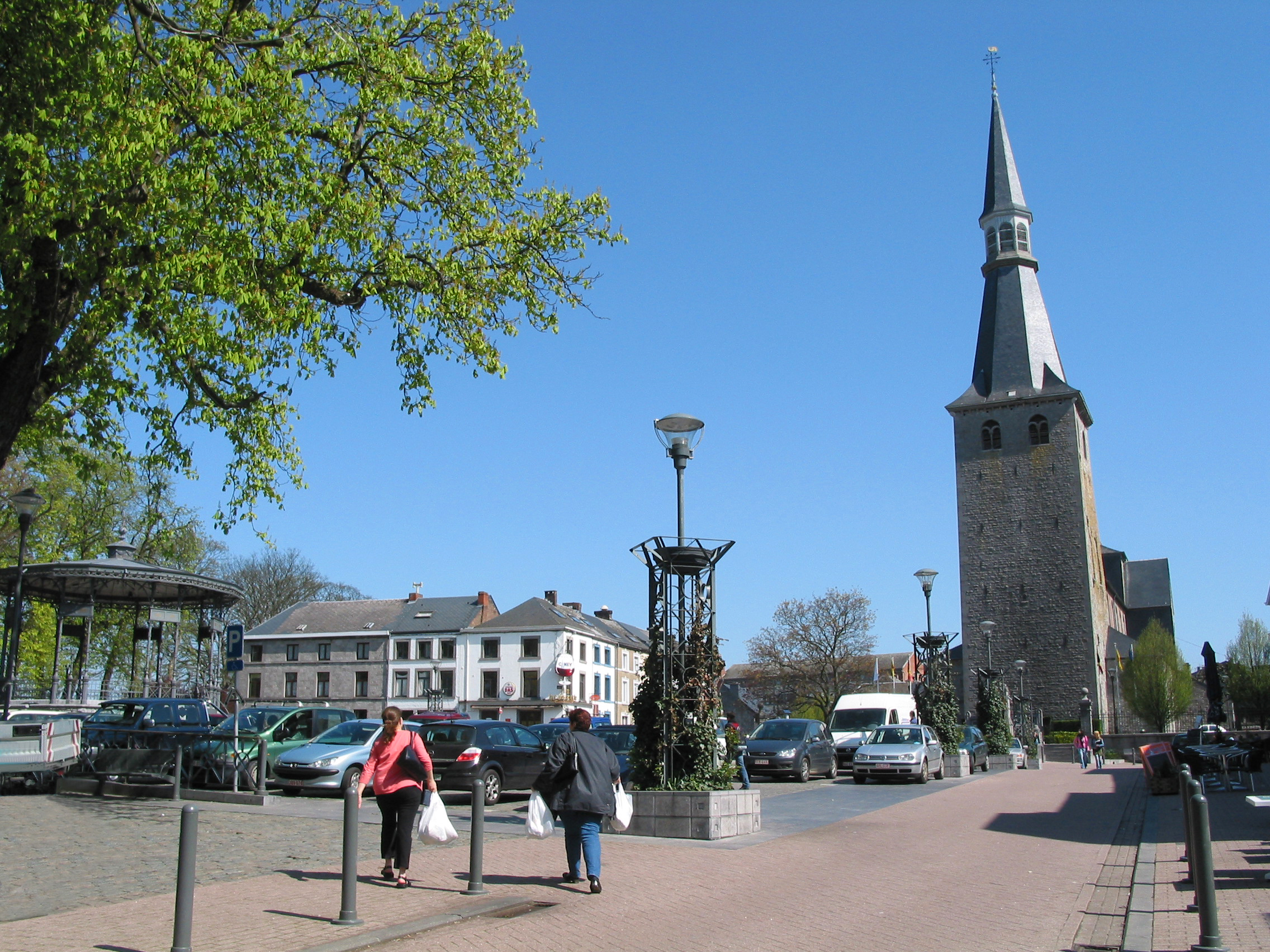
La collégiale de Ciney.
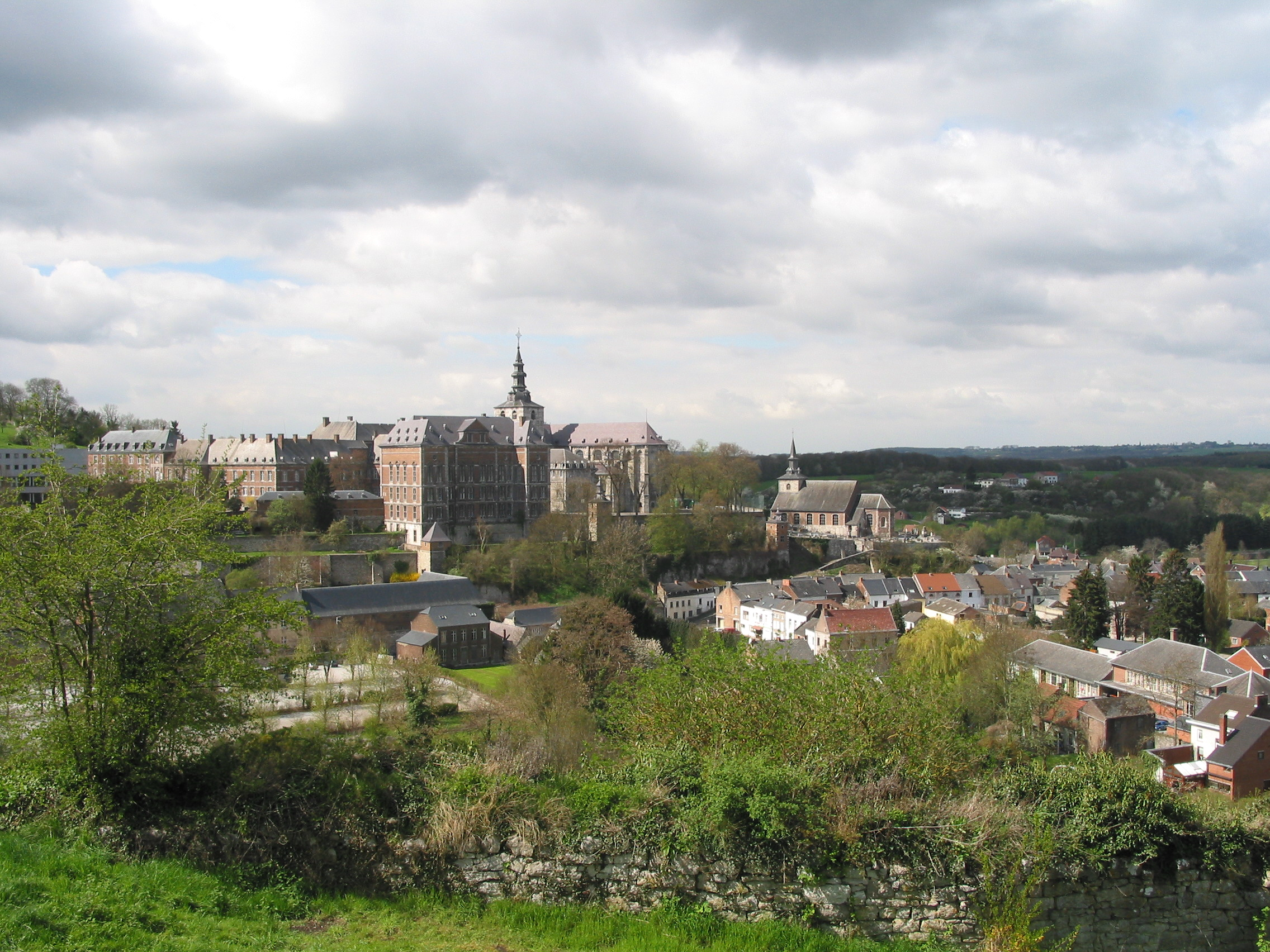
L'abbaye de Floreffe.
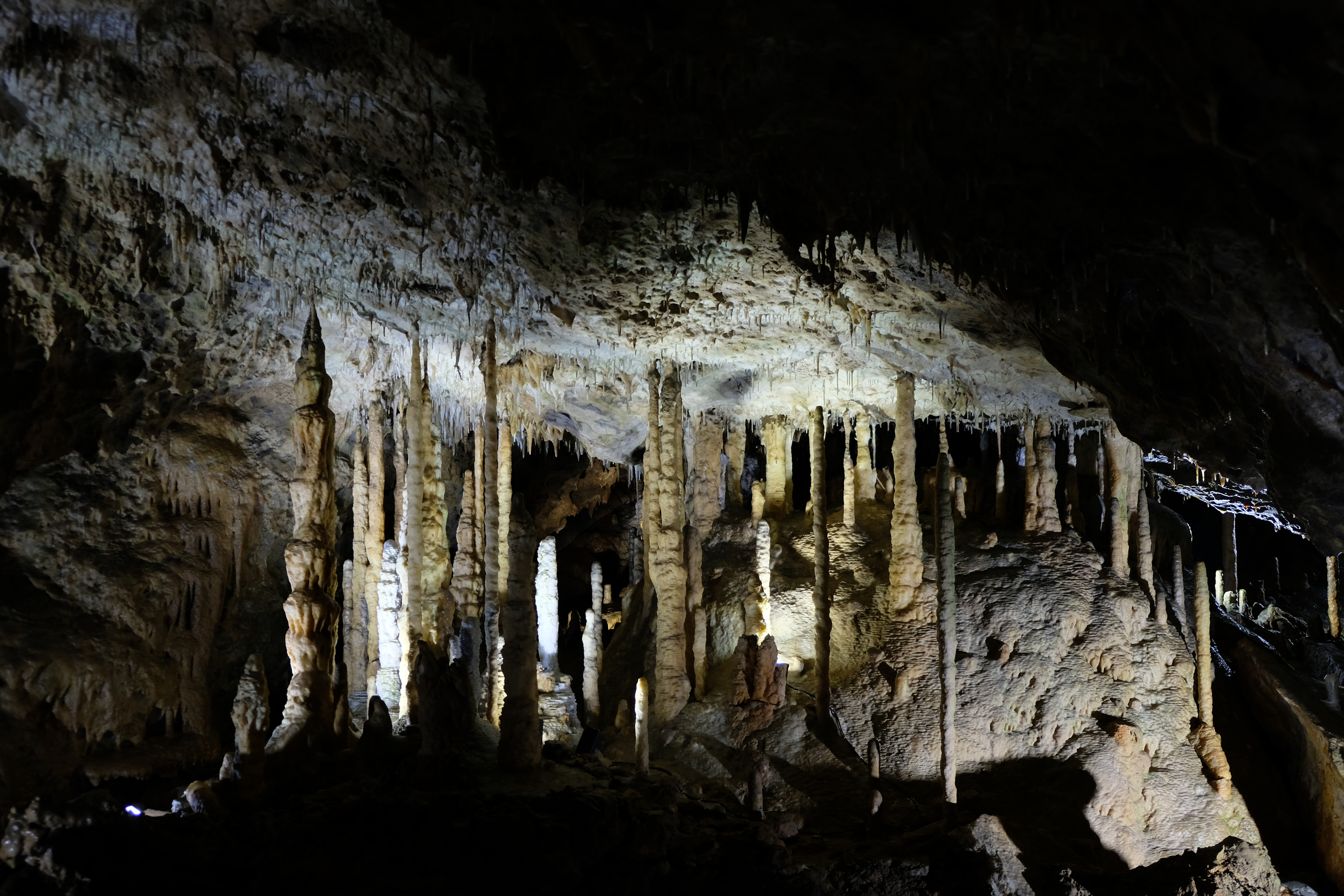
Intérieur de la grotte de Han (Rochefort).

### Attractions touristiques
La citadelle de Dinant, le Domaine des Grottes de Han, les Lacs de l'Eau d'Heure à cheval sur les provinces de Hainaut et de Namur, la citadelle de Namur, le Parc national de l'Entre-Sambre-et-Meuse, château de Lavaux-Sainte-Anne, l'Abbaye de Maredsous, La grotte Saint-Antoine De Padoue et le Donjon de Carondelet à Crupet, château de Vêves, Sanctuaire de Notre-Dame de Beauraing, Draisines de la Molignée à Anhée, les Jardins d'Annevoie, l'abbaye de Floreffe, le Domaine provincial de Chevetogne à Ciney, le Fondry des Chiens à Viroinval, le barrage du Ry de Rome à Couvin, Musée du Chemin de Fer à vapeur à Treignes (Viroinval), les Grottes de Neptune à Couvin, Malagne, Archéoparc de Rochefort, le parc Attractif Reine Fabiola à Namur, la descente de la Lesse entre Houyet et Anseremme (Dinant), Centre Archéologique de la Grotte Scladina à Andenne, Royal Golf Club du Château d'Ardenne à Houyet, Jardin des Hiboux à Bièvre, Tour du Millénaire à Gedinne, Parc Bohan Membre à Vresse-sur-Semois, Lac de Bambois à Fosse-la-Ville et le Château royal de Ciergnon.

## Folklore et festivités
- Les marches de l'Entre-Sambre-et-Meuse, dont la marche de la Trinité à Walcourt.
- Les Chinels de Fosse-la-Ville.
- Les Echasseurs Namurois.
- Carnaval d'Andenne.
- Carnavals de la Vallée du Viroin.
- Le festival de musique Esperenzah![27] à Floreffe.
- Le festival des Solidarités à Namur[28].
- La brocante de Temploux[29].
- Les fêtes de Wallonie.
- Festival de vapeur à Mariembourg et Treignes (chemin des Trois Vallées).
- Le Grand Feu de Bouge près de Namur.

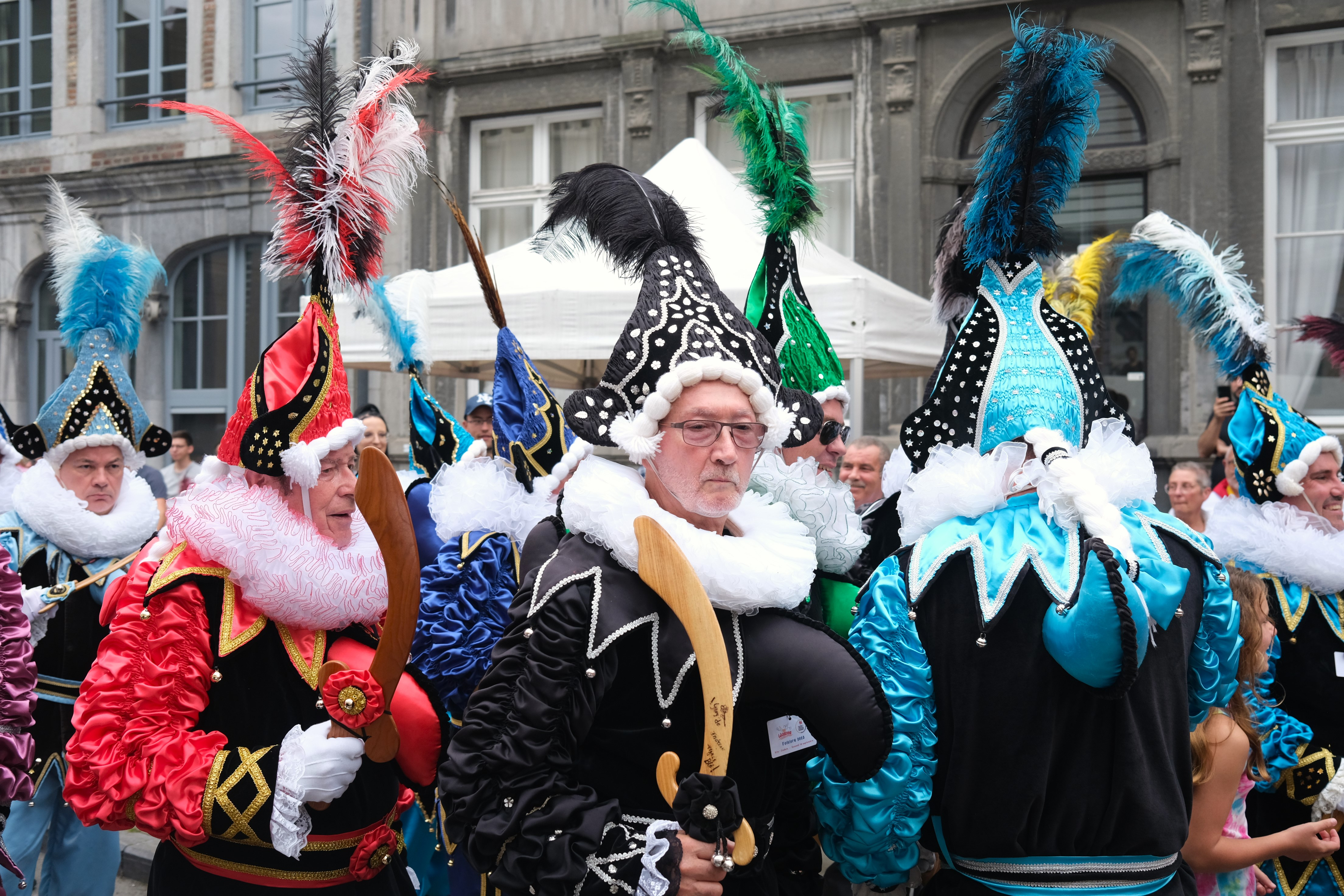
Chinels de Fosse-la-Ville aux fêtes de Wallonie.
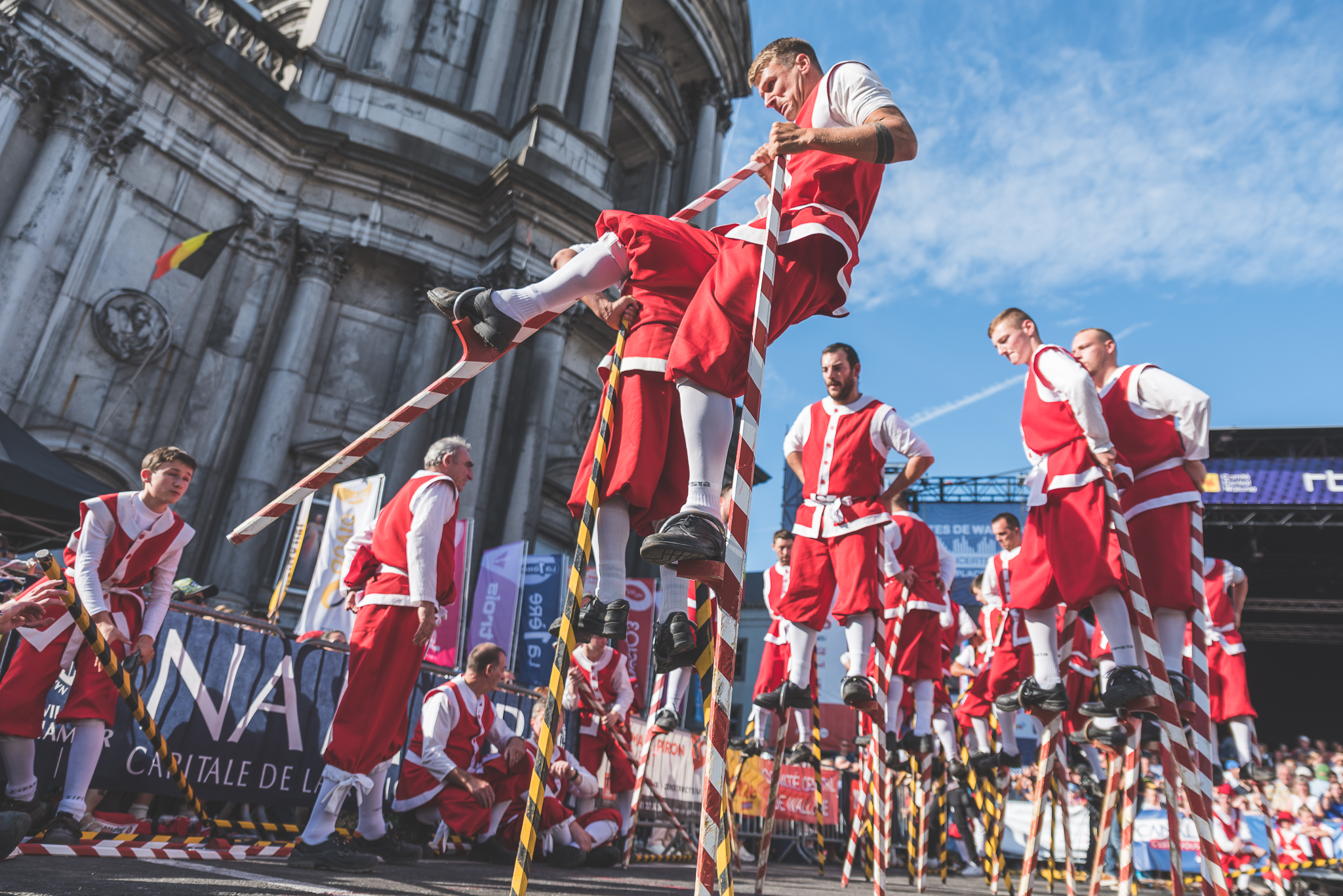
Echasseurs Namurois.
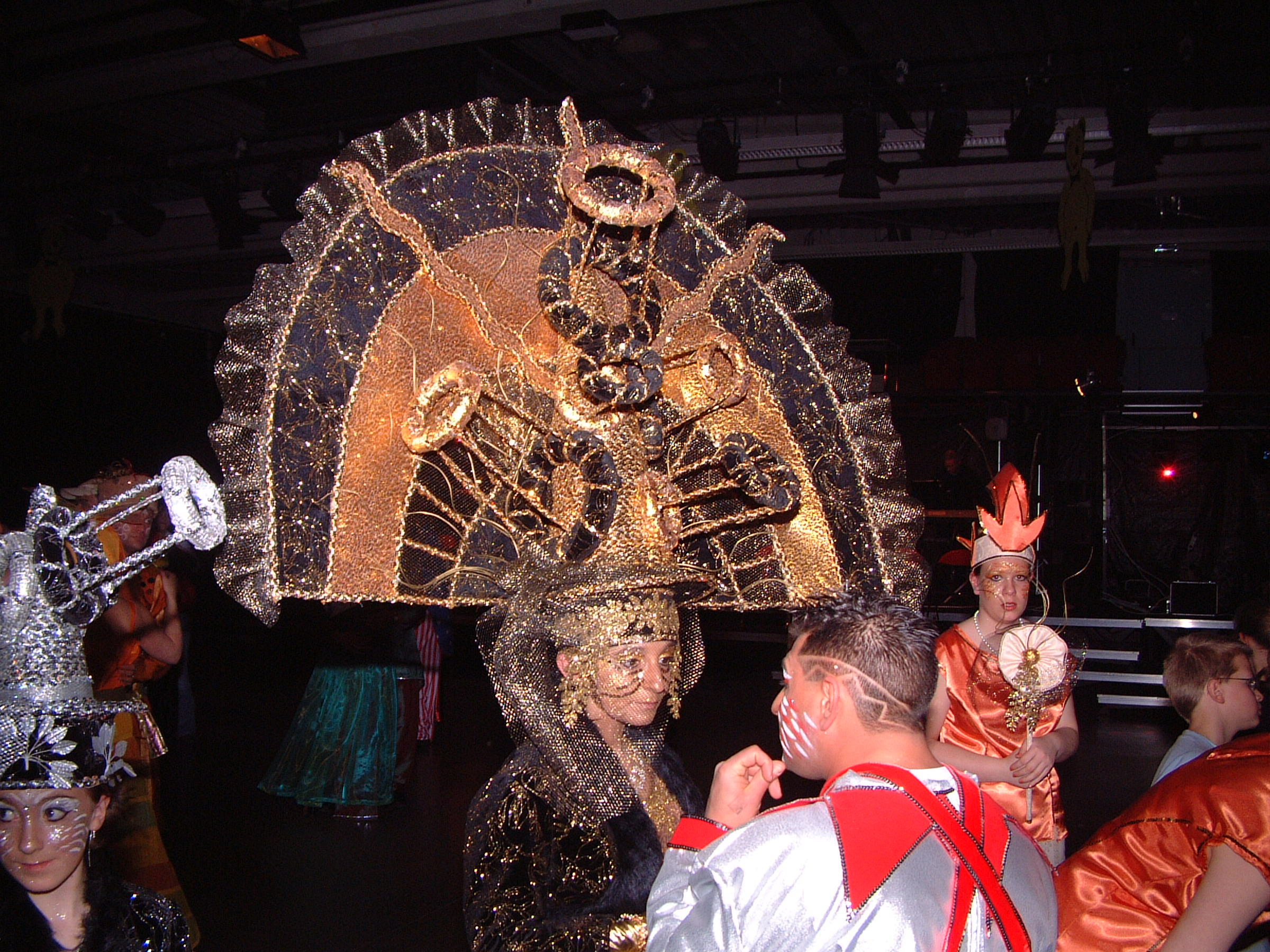
Carnaval d'Andenne.
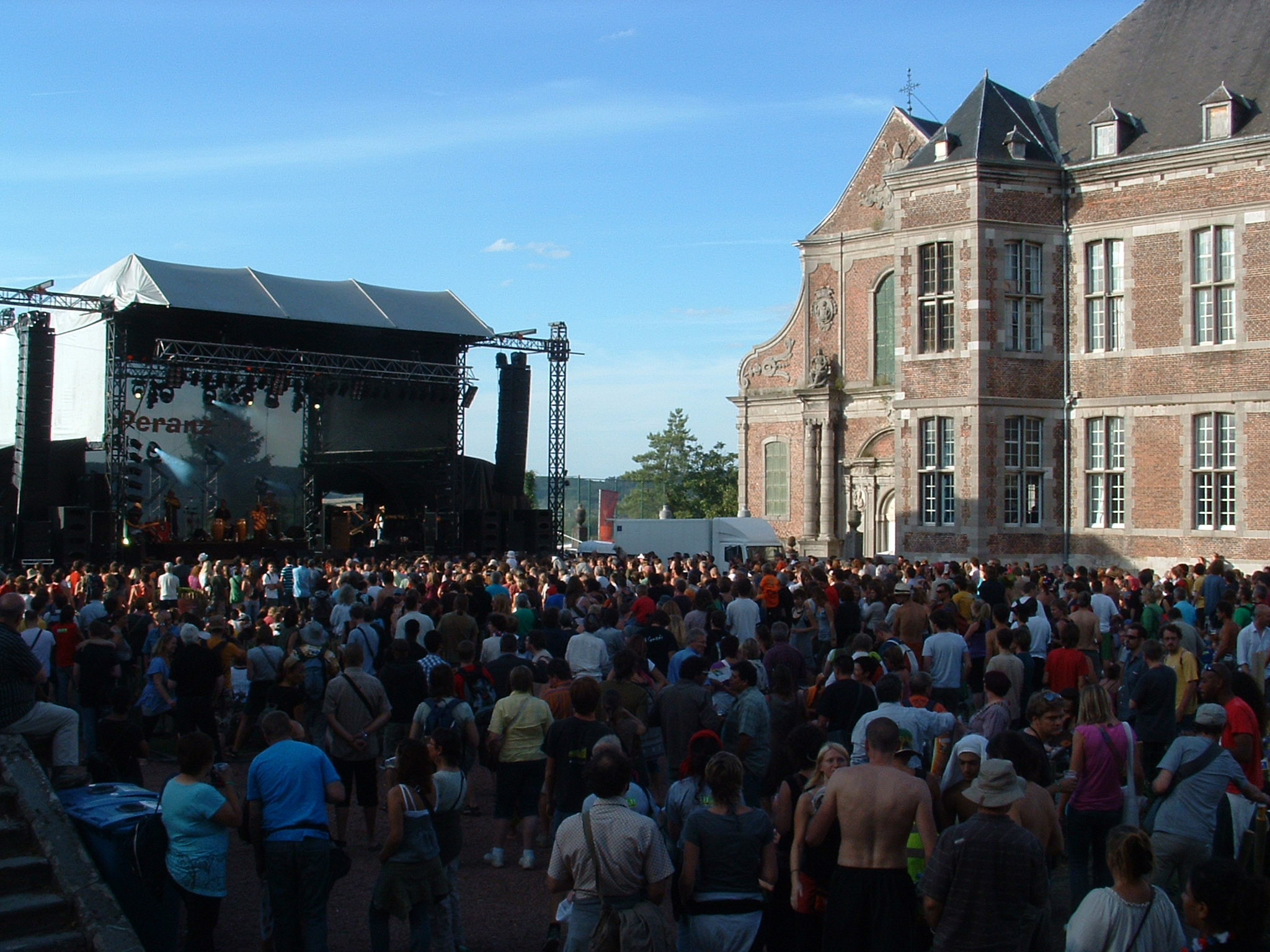
Le festival Esperenzah! à Floreffe.